# Plan type d'église
Les plans types d'une église sont les principales sortes de plan que peut présenter une église dans son histoire, essentiellement jusqu'à la fin du xixe siècle. Il s'agit ici de présenter sous forme graphique ces types de plan et le vocabulaire des principales parties d'une église.

## Précisions

### Plans traditionnels, plans contemporains
On peut dire que depuis l'architecture carolingienne, les principaux types d'architecture sacrée sont la basilique (plan rectangulaire, avec ses variantes) et le plan centré (plan en carré ou circulaire, et leurs variantes). On notera aussi que les termes « cathédrale » et « dôme » (ou « duomo ») renvoient à une fonction (la cathédrale est l'église d'un évêque) et pas à une forme spécifique.
Les plans présentés dans cette page vont connaître des évolutions importantes au xxe siècle, surtout après 1945 (la première moitié du siècle restant relativement proche des canons traditionnels), un phénomène qui sera accentué par les réformes liturgiques du concile Vatican II, à la suite desquelles on modifie la disposition des églises existantes ainsi que les plans de celles qui allaient être construites. Ainsi sont apparues des formes souvent très nouvelles (tant dans le plan que dans le volume), permises aussi par des matériaux comme le béton, l'acier, le verre. Toutefois, ces bâtiments gardent un lien avec les deux grandes formes que sont les plans en longueur (voir la Chapelle-Mémorial Mildred B. Cooper) et les plans centrés (voir la cathédrale de Brasilia), ainsi qu'avec certains éléments traditionnels comme l'abside, le transept ou encore le clocher (voir l'église de Grundtvig, l'église Notre-Dame de Royan, l'église Saint-Michel du Havre ou encore les réalisations de Imre Makovecz).

### Vocabulaire
En ce qui concerne le vocabulaire, une « nef » est « le vaisseau d'une église; c'est la partie antérieure comprise entre la façade et le sanctuaire ». La nef est l'espace réservé aux laïcs par opposition à l'abside, dans laquelle se trouve le sanctuaire (au sens de « partie de l'église située autour de l'autel principal, où s'accomplissent les cérémonies liturgiques », et qui est réservé au clergé.
Toutefois, on peut aussi distinguer la nef du vaisseau : la nef désigne alors toute la partie longitudinale de l'église, par opposition au transept. Cet espace longitudinal peut être composé de un ou plusieurs vaisseaux. Dans ces deux derniers cas, on distingue le vaisseau principal - qui est souvent le vaisseau central - ; et le ou les collatéraux (ou bas-côtés).

## Coupes transversales
On peut trouver des églises à une ou trois nefs, comme les coupes ci-dessous le montrent. 

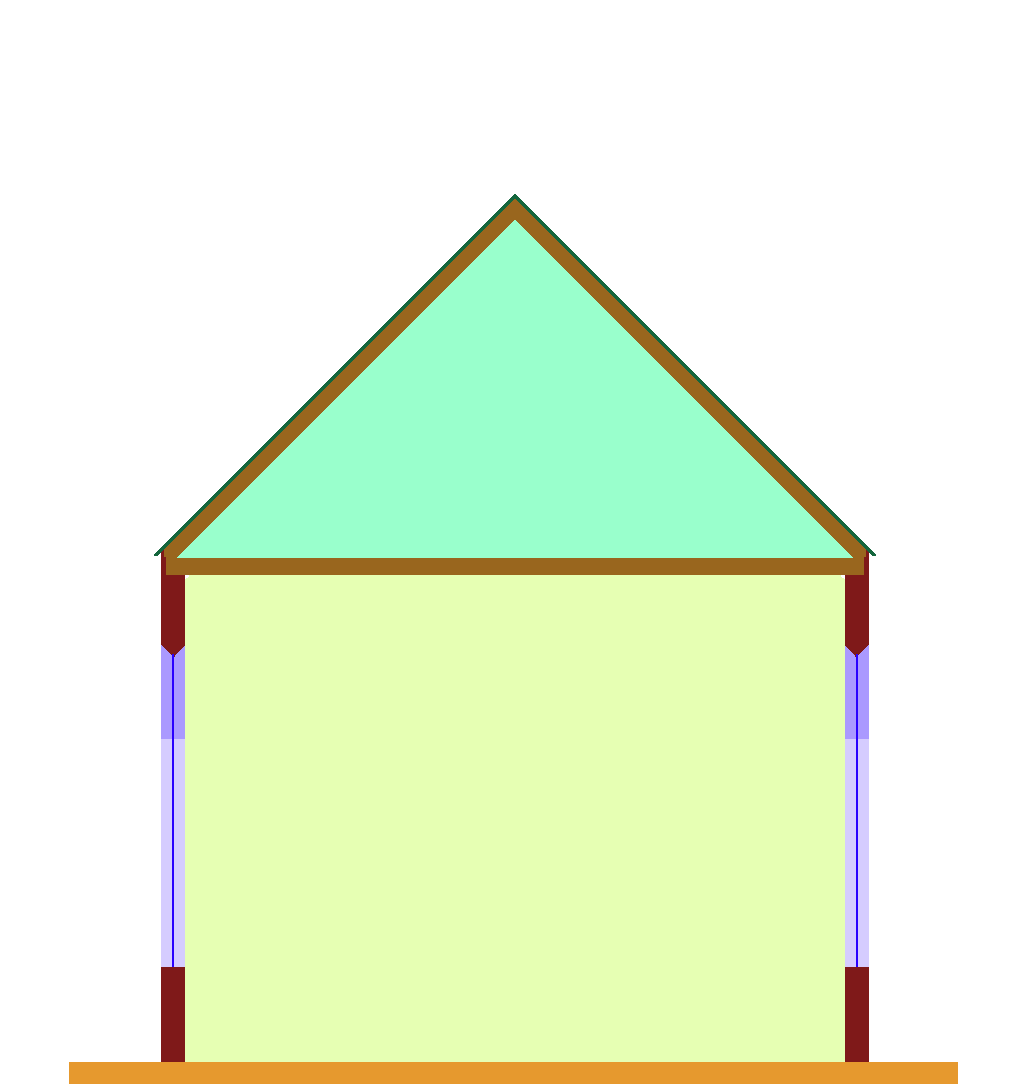
Nef unique simple avec un plafond. en principe en bois. L'éclairage se fait par les fenêtres sur les côtés.
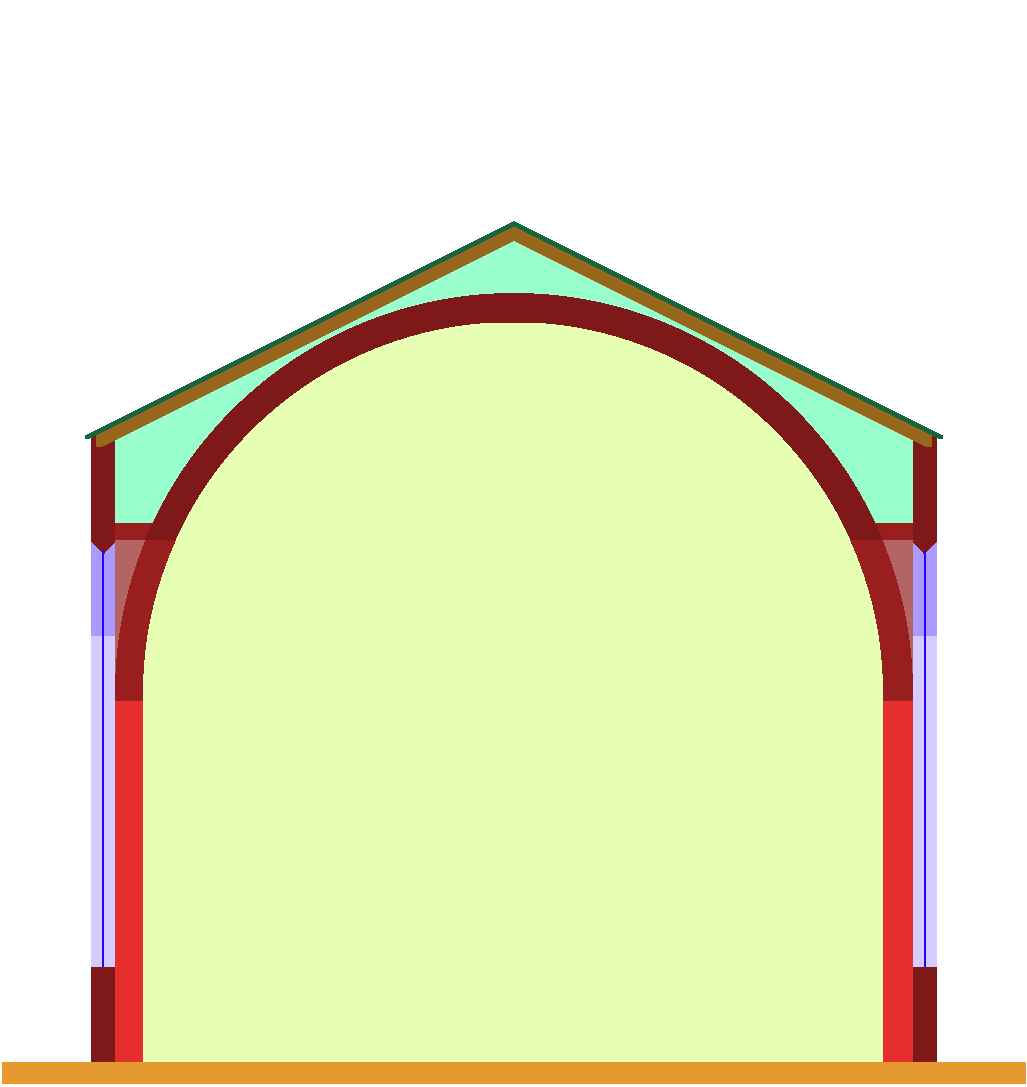
Nef unique avec voûte en berceau et pilastres.
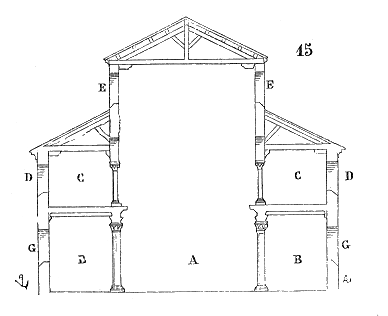
Basilique à trois nefs. Le vaisseau central (A) est couvert par un toit sur charpente; les collatéraux (B) par un plafond, surmonté par une tribune (C). Les claires-voies (E) assurent un éclairage direct du vaisseau central. (Ici, plan civil romain repris par les chrétiens.)
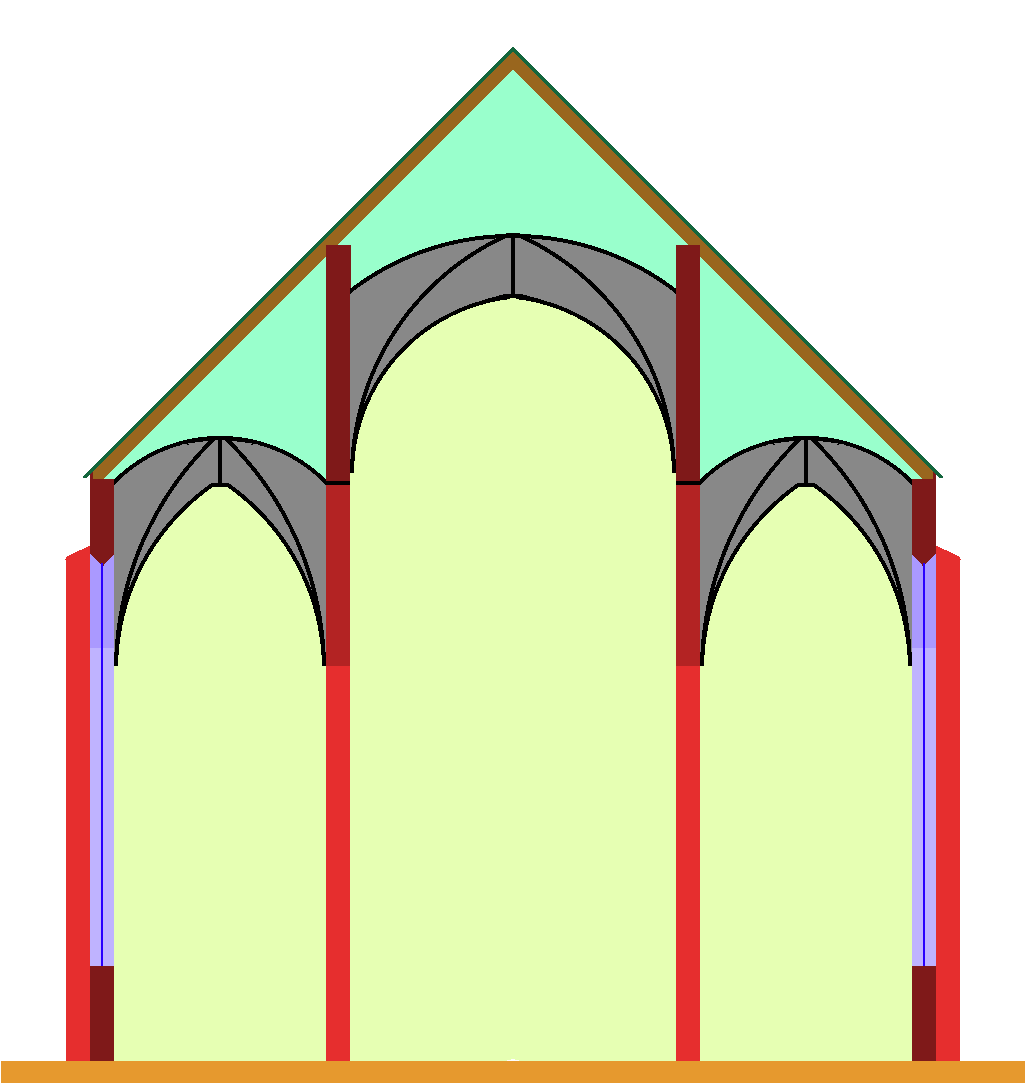
Pseudo-basilique : le vaisseau central a un étage de plus que les collatéraux, mais pas de fenêtres supérieures.
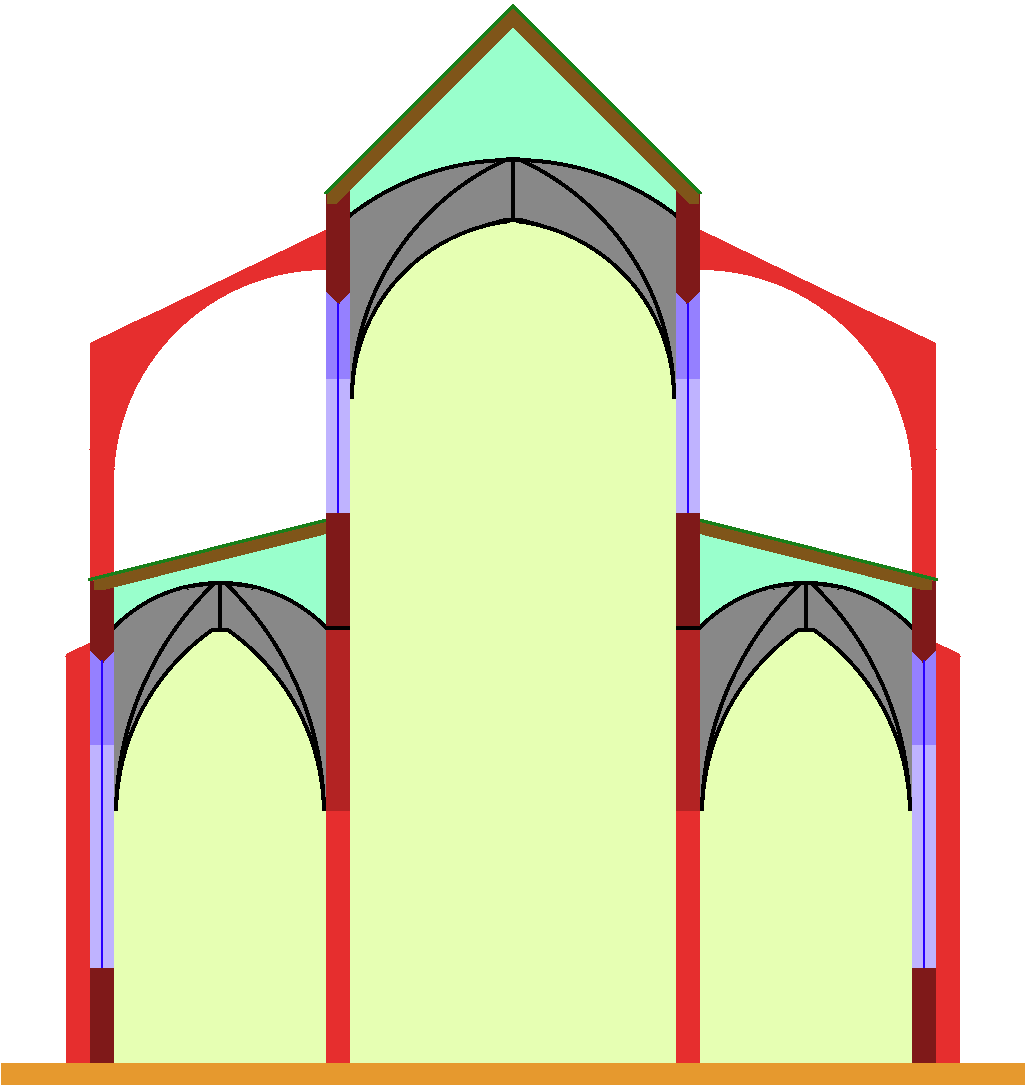
Structure basilicale : le vaisseau central a une claire-voie, rendue possible par le contrebutement de voûte du vaisseau central par des arcs-boutants.
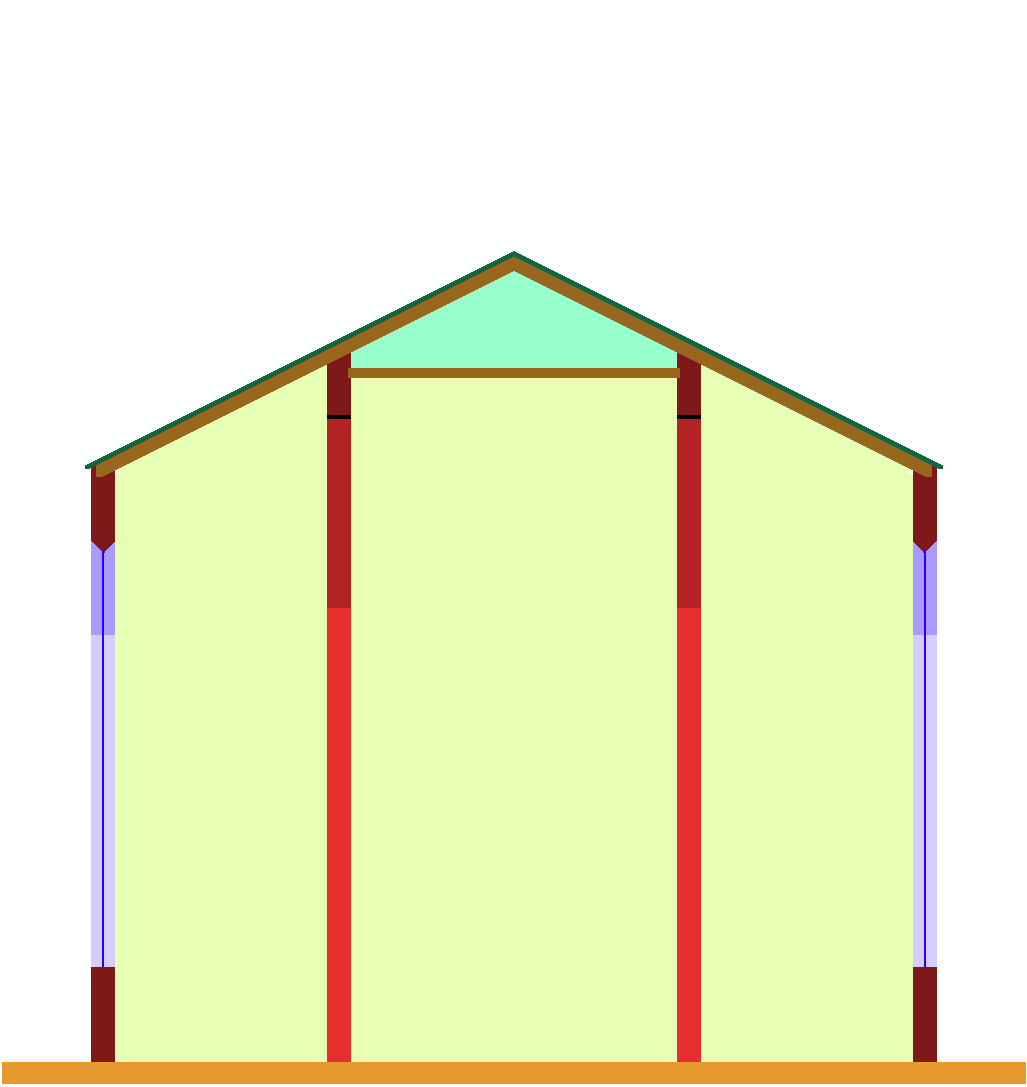
Église-halle avec plafond sur le vaisseau central et plafonds obliques sur les collatéraux.
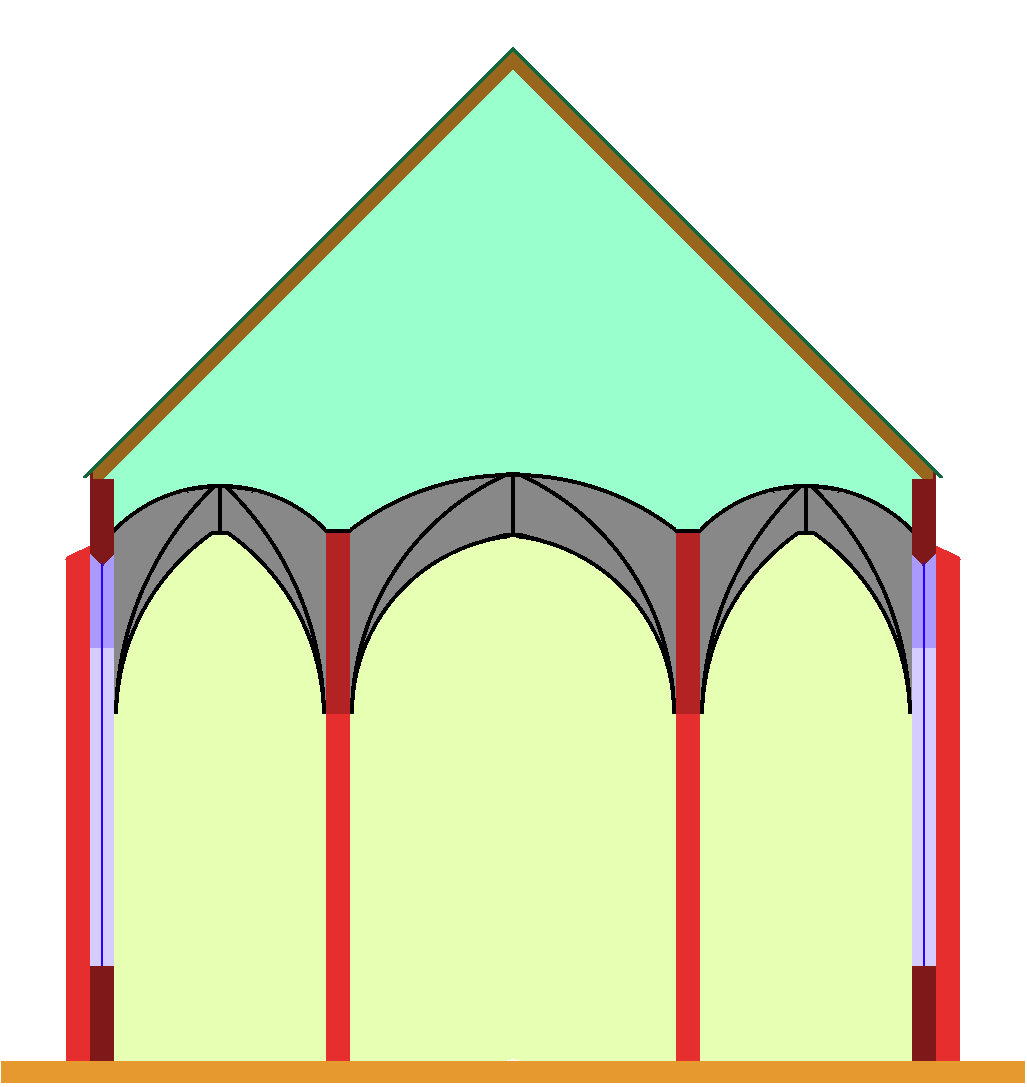
Église-halle : les voûtes des trois vaisseaux sont au même niveau.
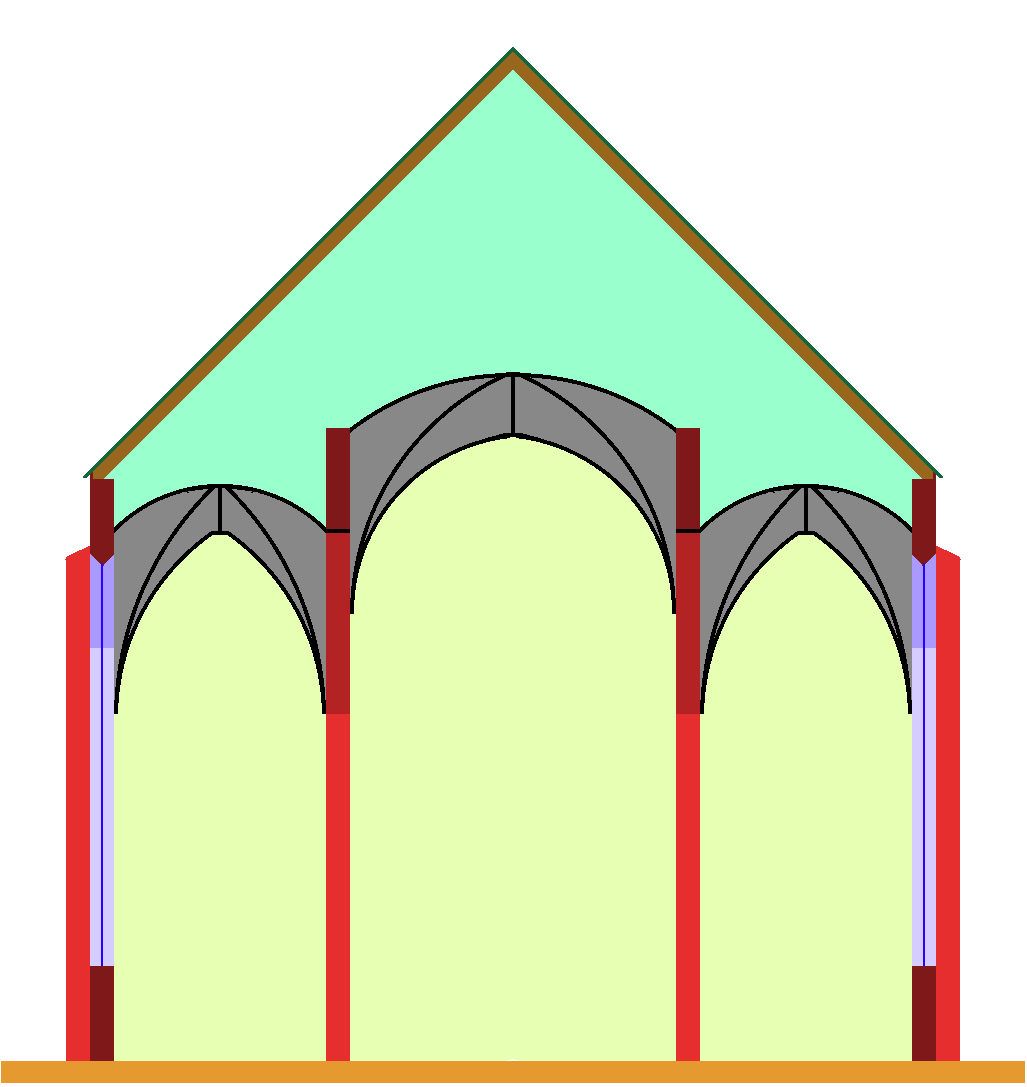
Église-halle échelonnée : le vaisseau central est un peu plus haut que les collatéraux, mais sans présenter d'étage supplémentaire.
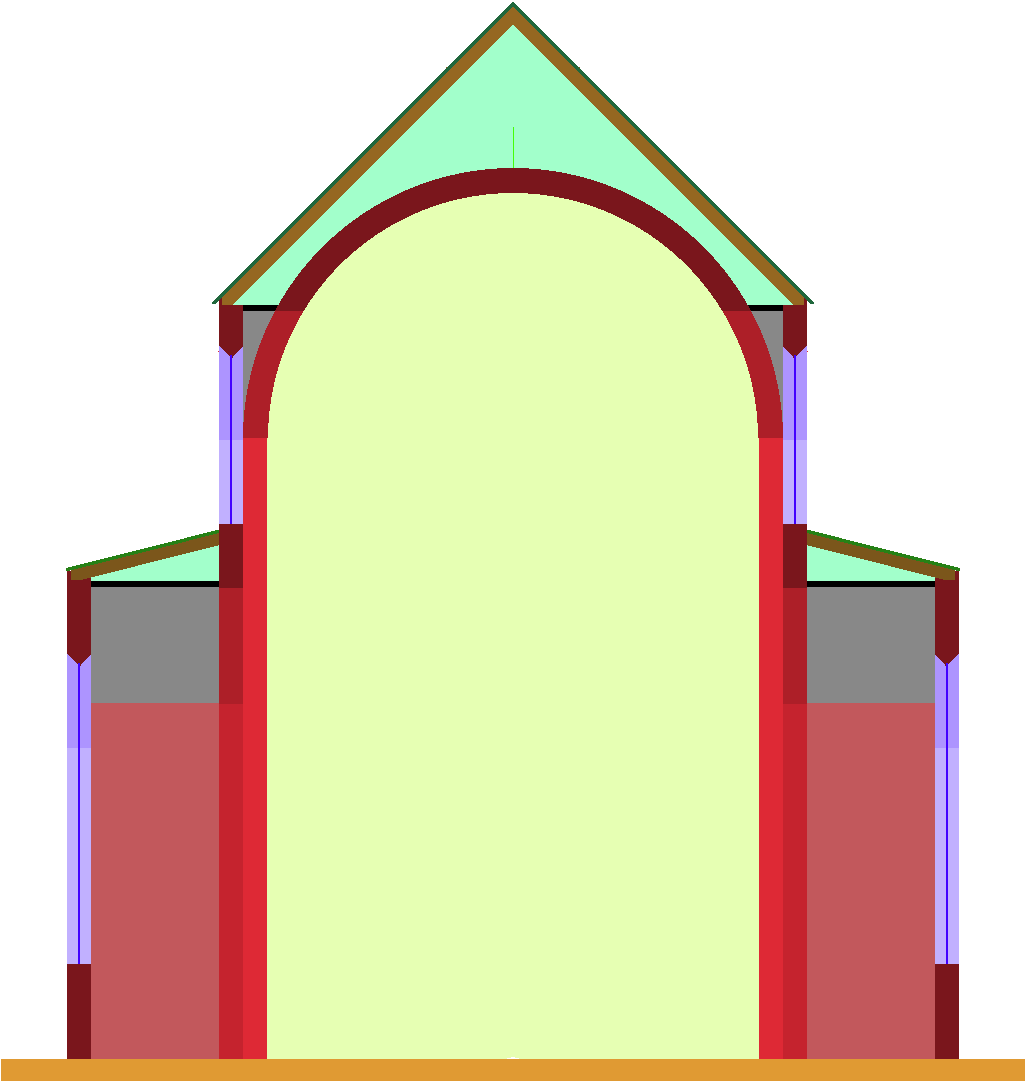
Nef unique avec des extensions latérales[Quoi ?] et une claire-voie

## Basiliquespaléochrétiennes
Plan des principaux types d'églises paléochrétiennes, inspirées par les basiliques civiles romaines, auxquelles on ajoutera bientôt un transept afin que le bâtiment prenne la forme d'une croix.

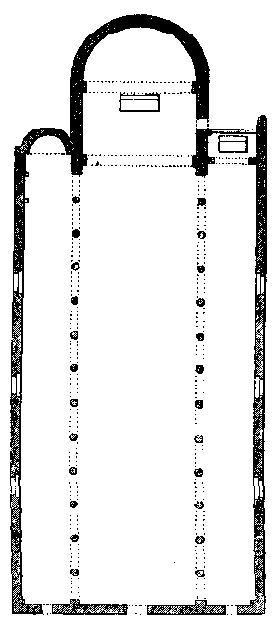
Basilique Saint-Apollinaire in Classe, Ravenne, trois vaisseaux, sans transept. Premier plan basilical, inspiré par les basiliques civiles de la Rome antique.
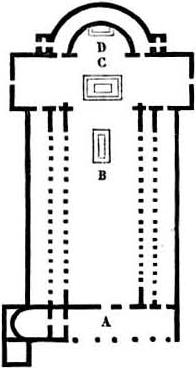
Développement du plan basilical: Basilique Saint-Jean-de-Latran, Rome, cinq vaisseaux avec transept, mais sans croisée.
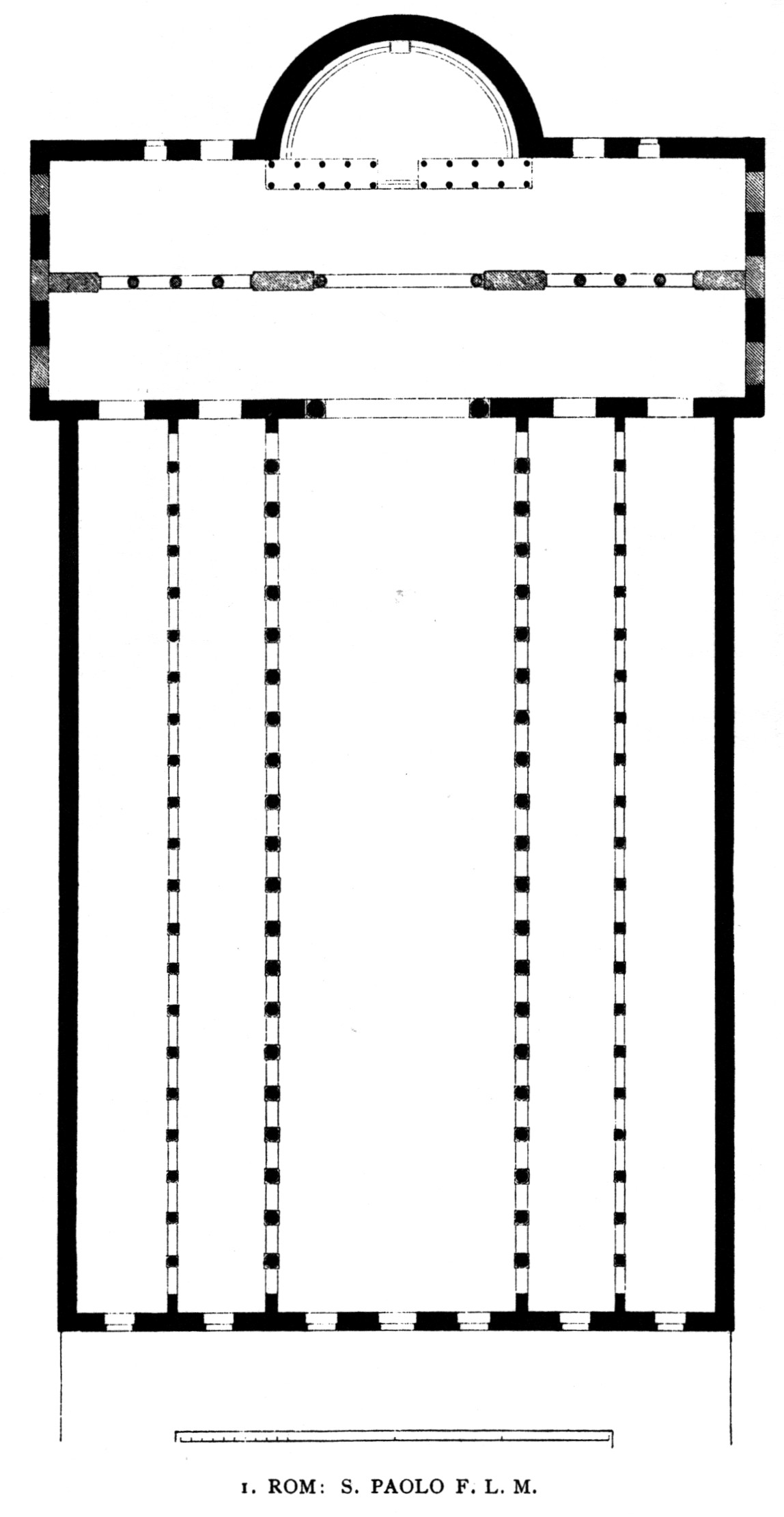
Autre exemple d'extension, proche du plan du Latran: Basilique Saint-Paul-hors-les-Murs, Rome, avec transept mais sans croisée,

## Églises médiévales de plan basilical
On trouve des églises médiévales, voûtées en berceau ou en arêtes, qui présentent un plan basilical sans transept.

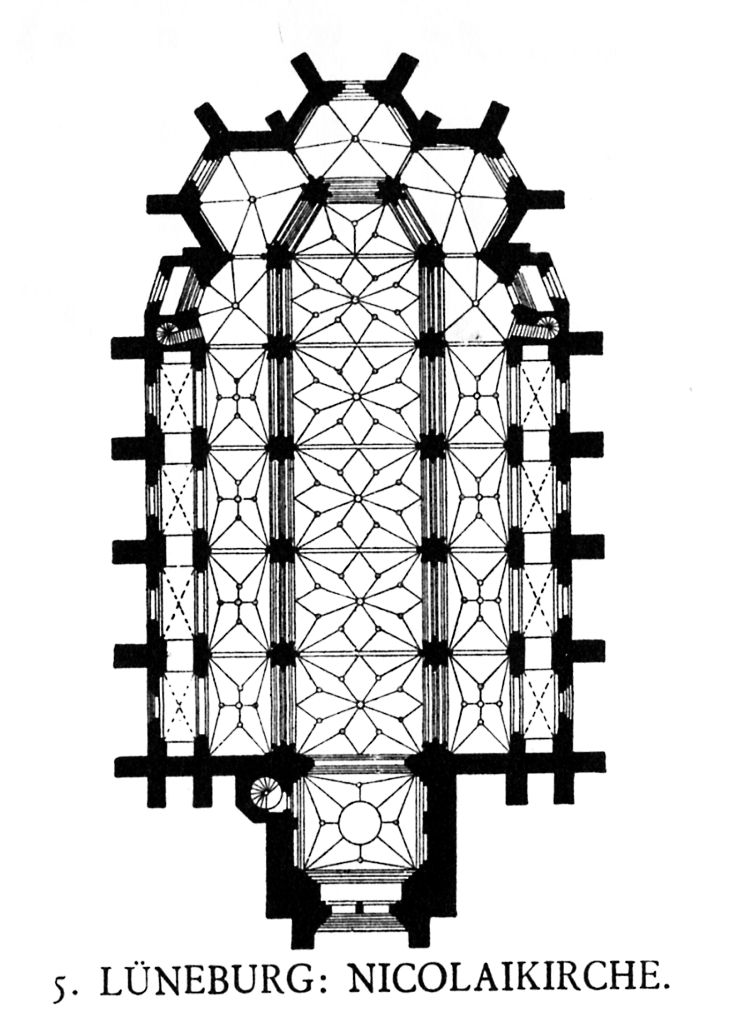
St-Nicolas de Lunebourg : plan à trois vaisseaux.
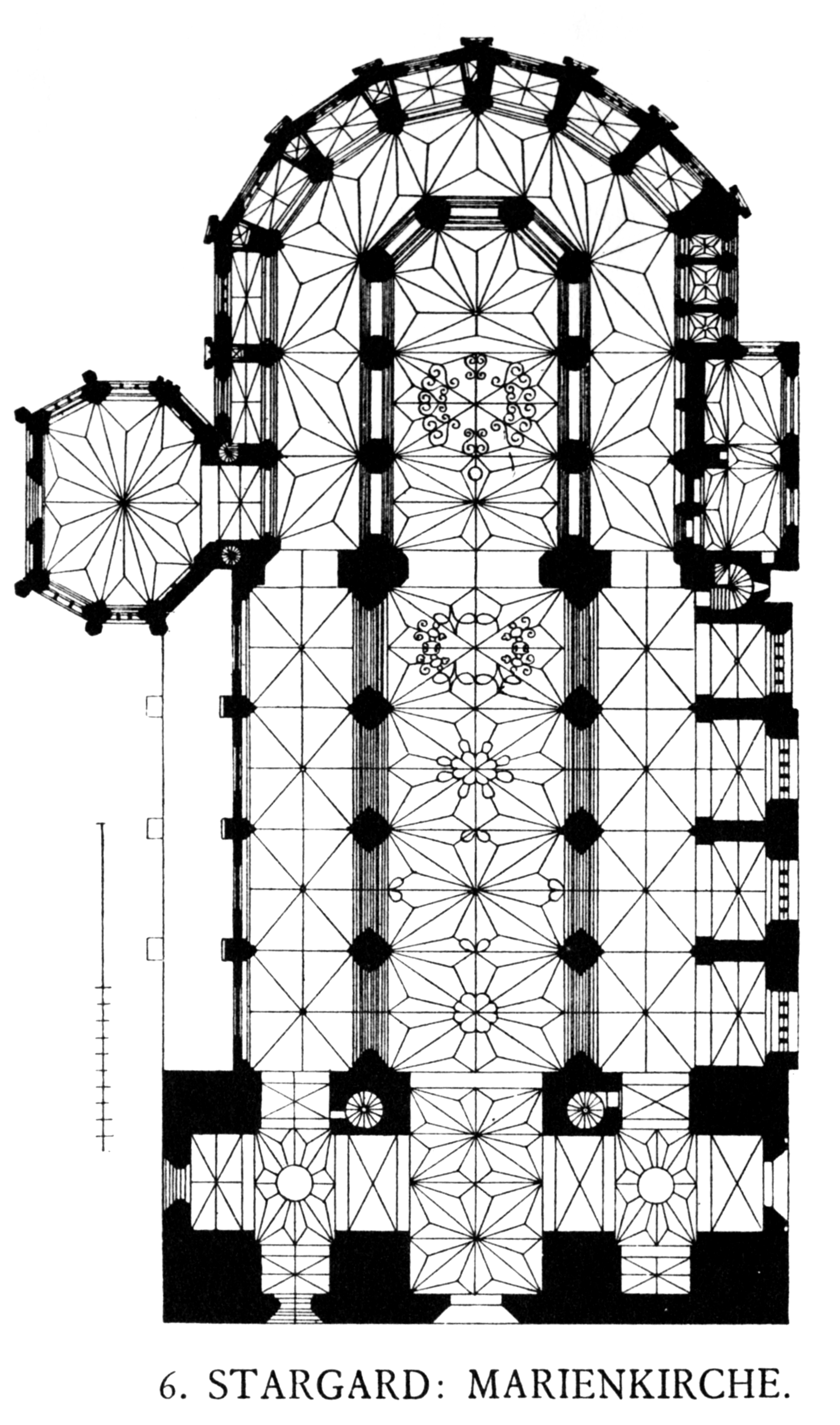
Cathédrale de Stargard Szczeciński, Pologne : sans transept, coupe transversale basilicale sur un plan basilical à quatre vaisseaux.
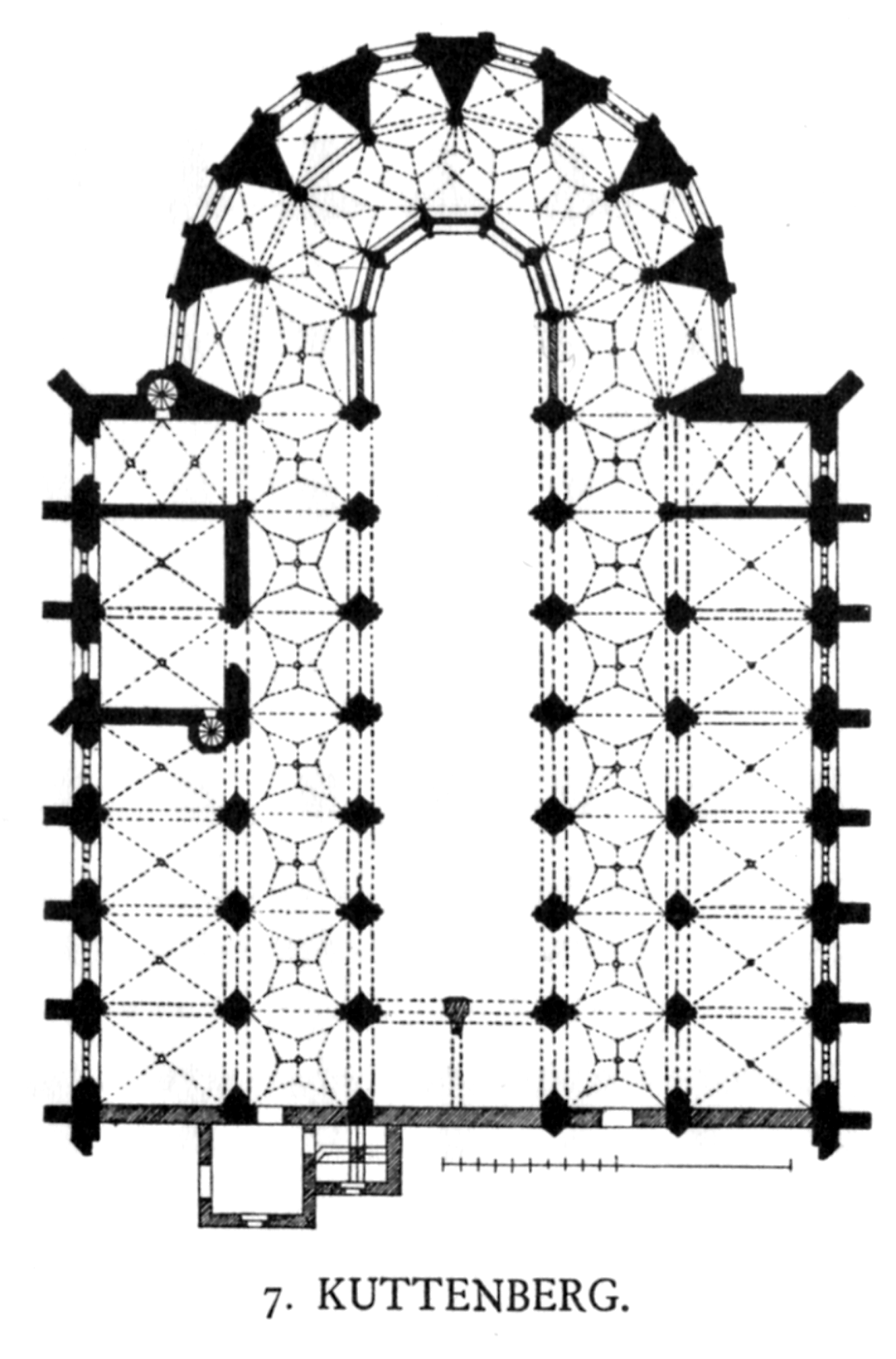
Église Ste-Barbe à Kutná Hora, République tchèque : il s'agit du chœur d'une église qui n'a pas été terminée. On y compte cinq vaisseaux.
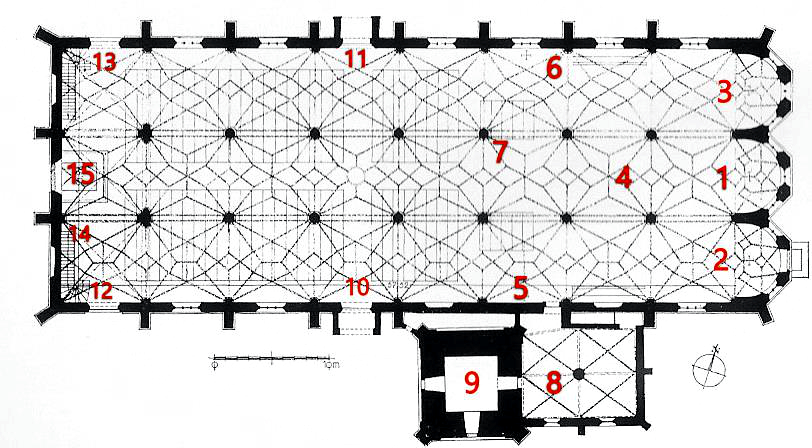
Saint-Martin de Lauingen sur le Danube : église-halle sur un plan basilical à trois vaisseaux.
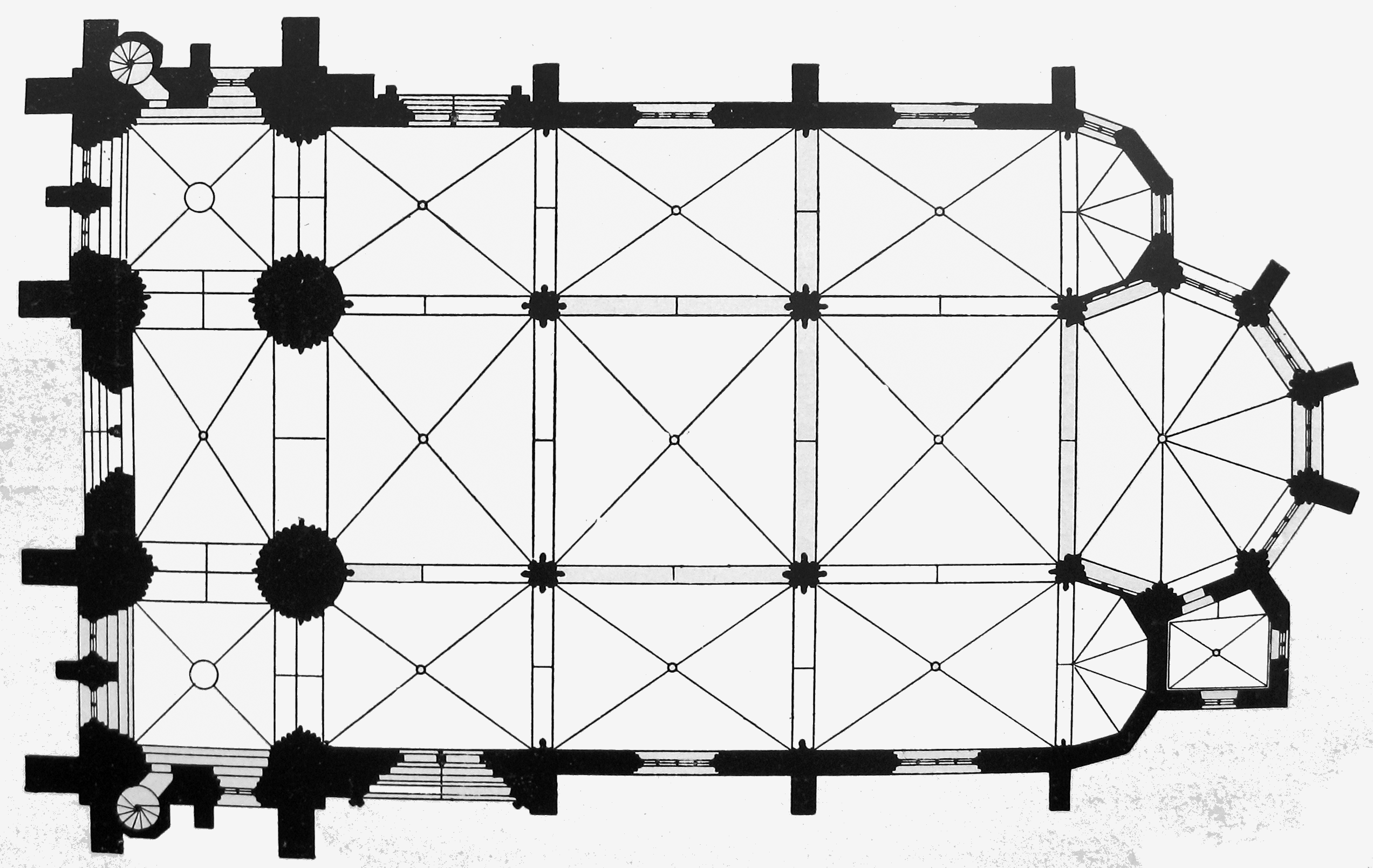
Sainte-Marie-du-Pré de Soest : carré westphalien, église-halle à la limite[pourquoi ?] du plan basilical (avec trois vaisseaux).

## Église encroix latineavec nef basilicale

### Plan type
La progression de la description se fait depuis le narthex (extrémité ouest de la nef), vers les chapelles absidiales (à l'extrême est), soit de gauche à droite dans les plans ci-dessus.
|             |  |            |
|             |  |            |
|             |  |            |
|             |  |            |
| (Bras nord) |  | (Bras sud) |
|             |  |            |
|             |  |            |
|             |  |            |
|             |  |            |
|             |  |            |

### Exemples
Le plan de construction des églises peut varier considérablement, comme le montrent quelques exemples tirés des cinq volumes Die kirchliche Baukunst des Abendlandes de Georg Dehio et Gustav von Bezold (Verlag der Cotta'schen Buchhandlung, Stuttgart, 1887-1901).

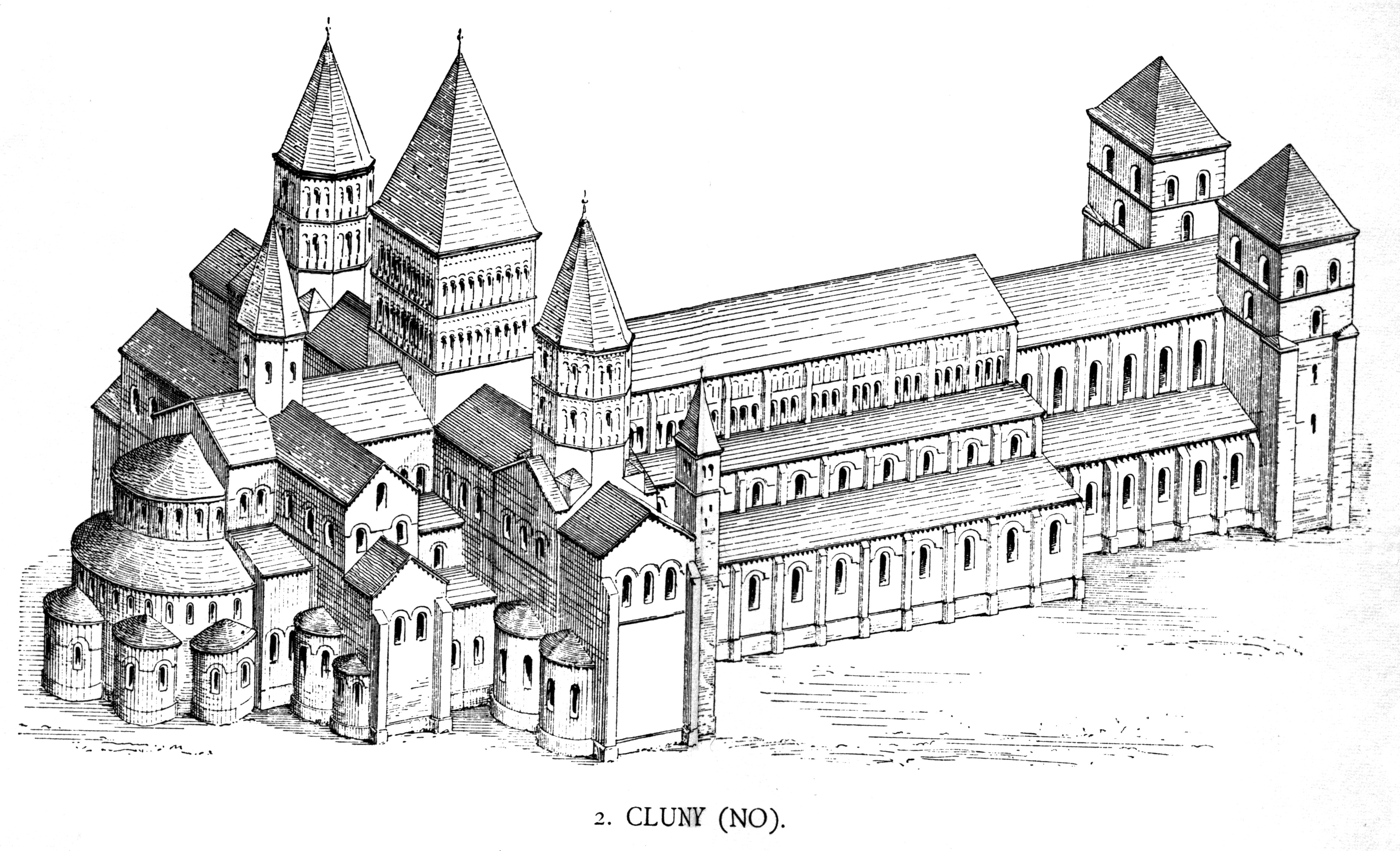
Abbatiale de Cluny, Saône-et-Loire, France

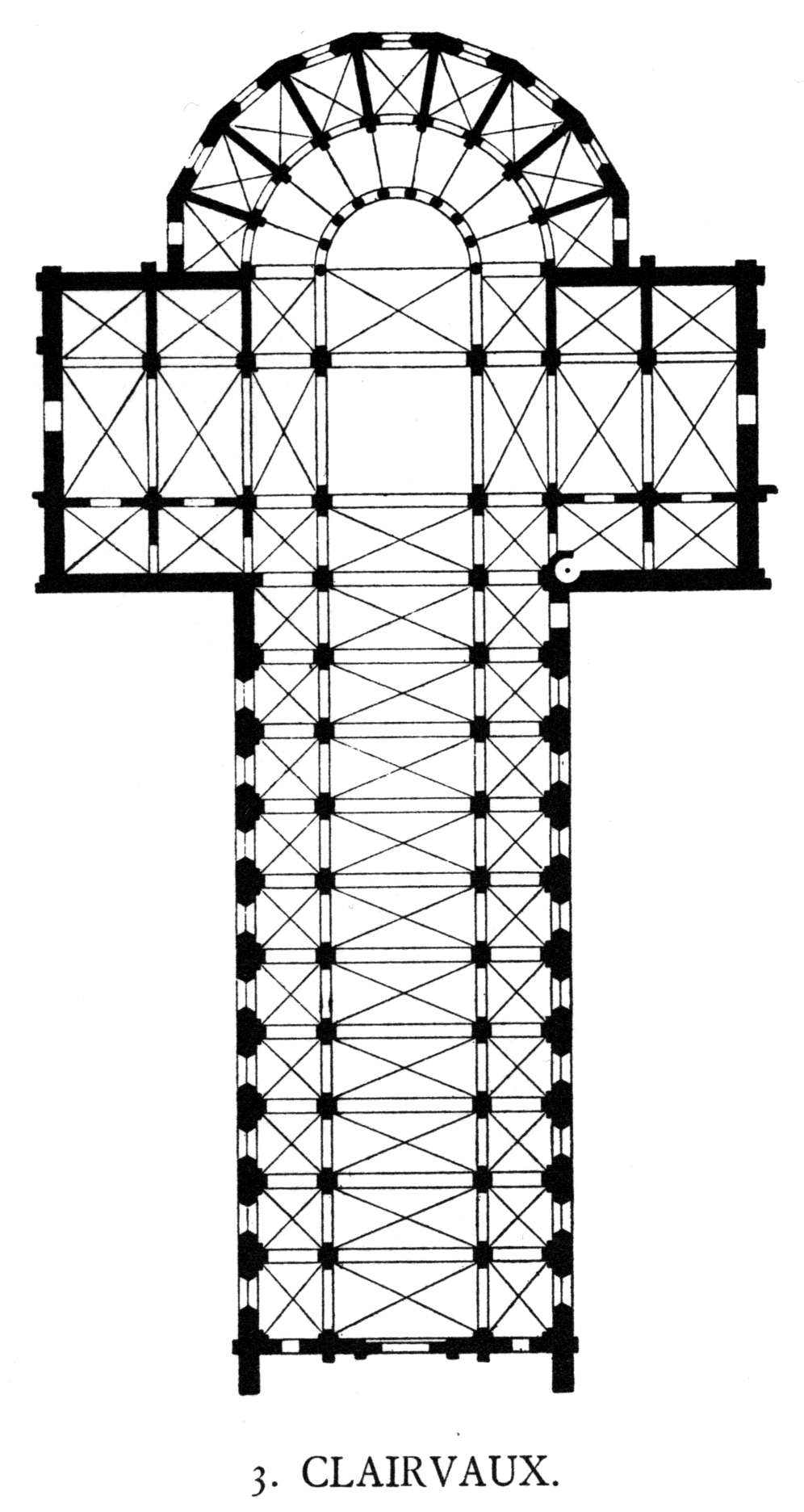
Abbatiale de Clairvaux, France
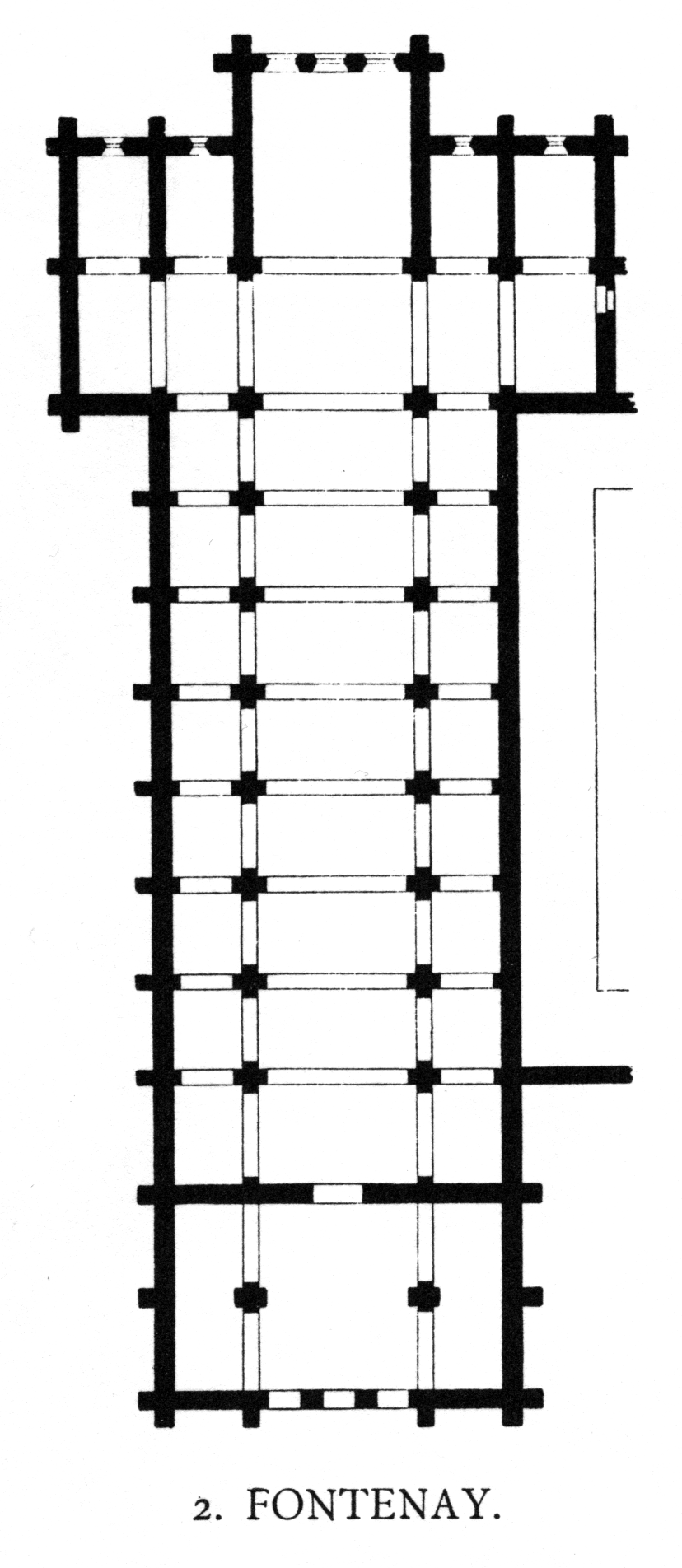
Abbatiale de Fontenay, France
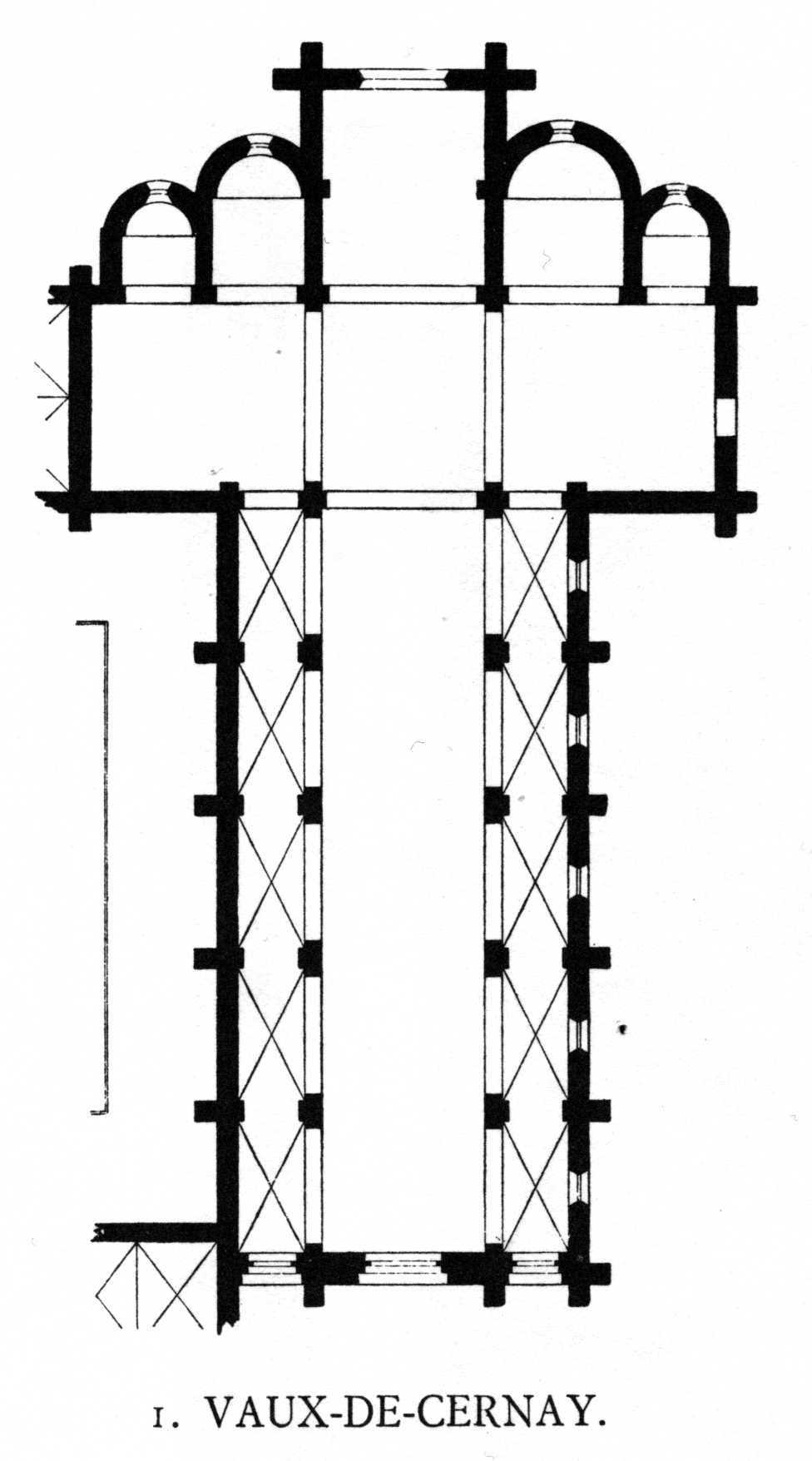
Abbatiale des Vaux-de-Cernay, Yvelines, France
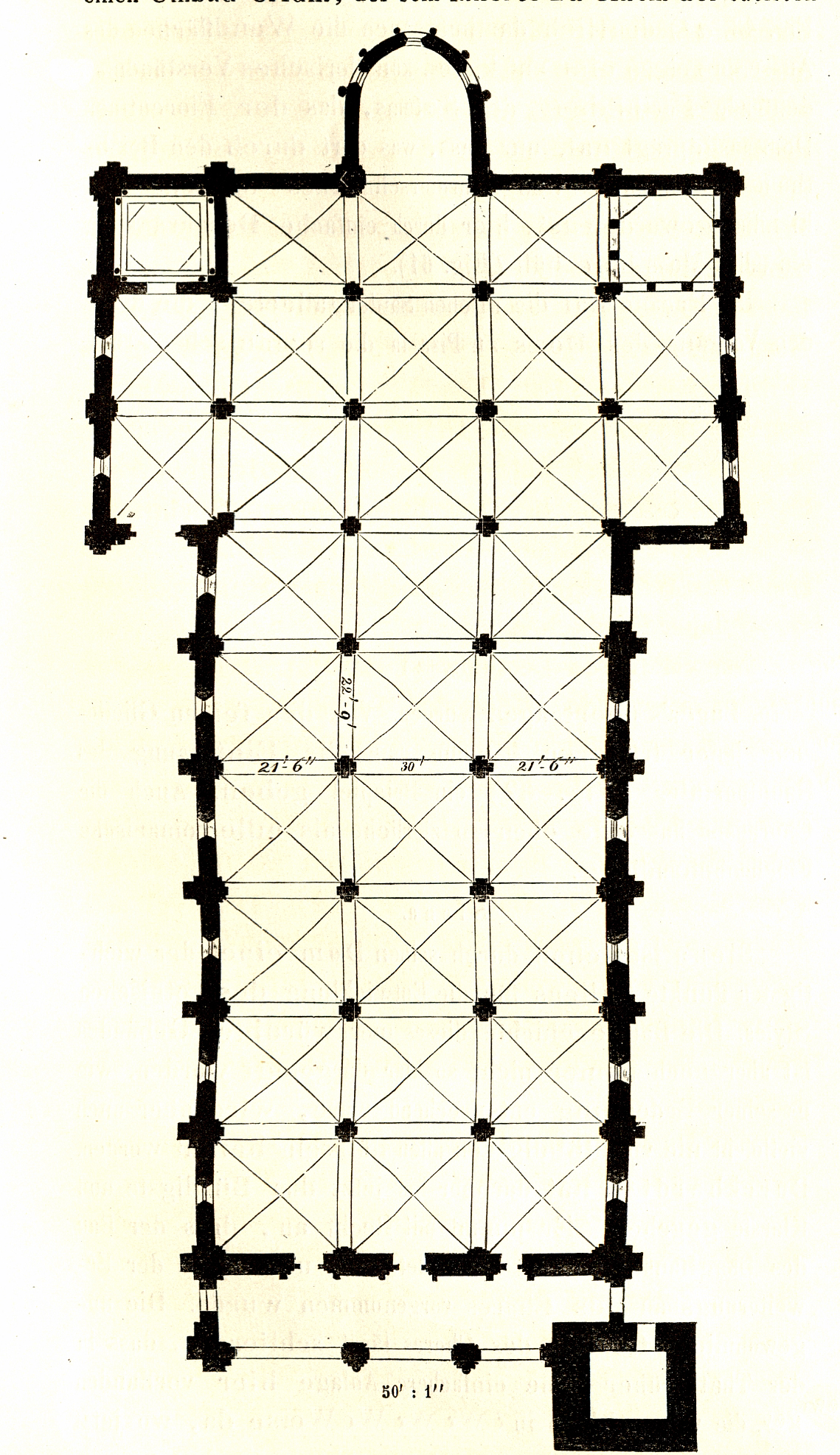
Cathédrale Saint-Martin de Lucques, plan basilical avec même largeur de tous les vaisseaux, aussi avec structure basilicale
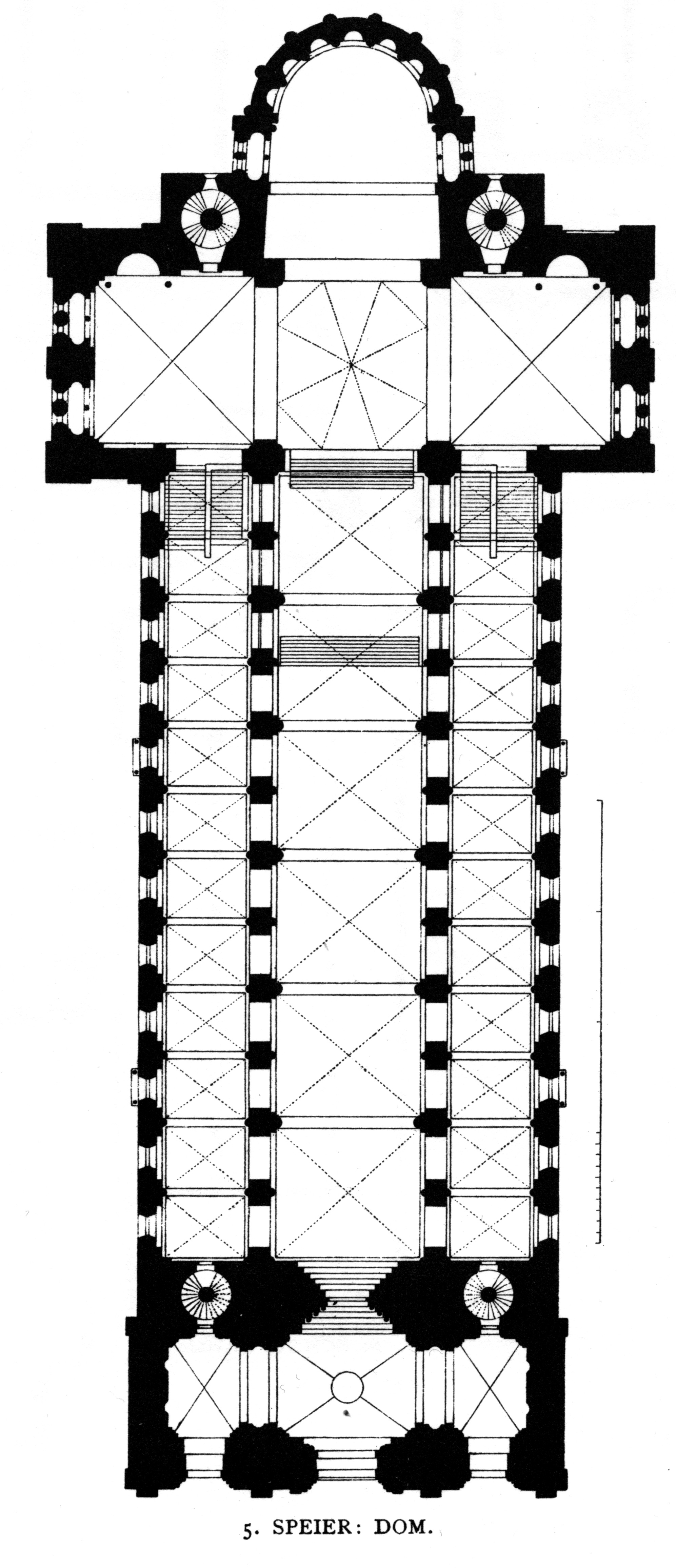
Cathédrale de Spire, Rhénanie-Palatinat, avec transept et croisée
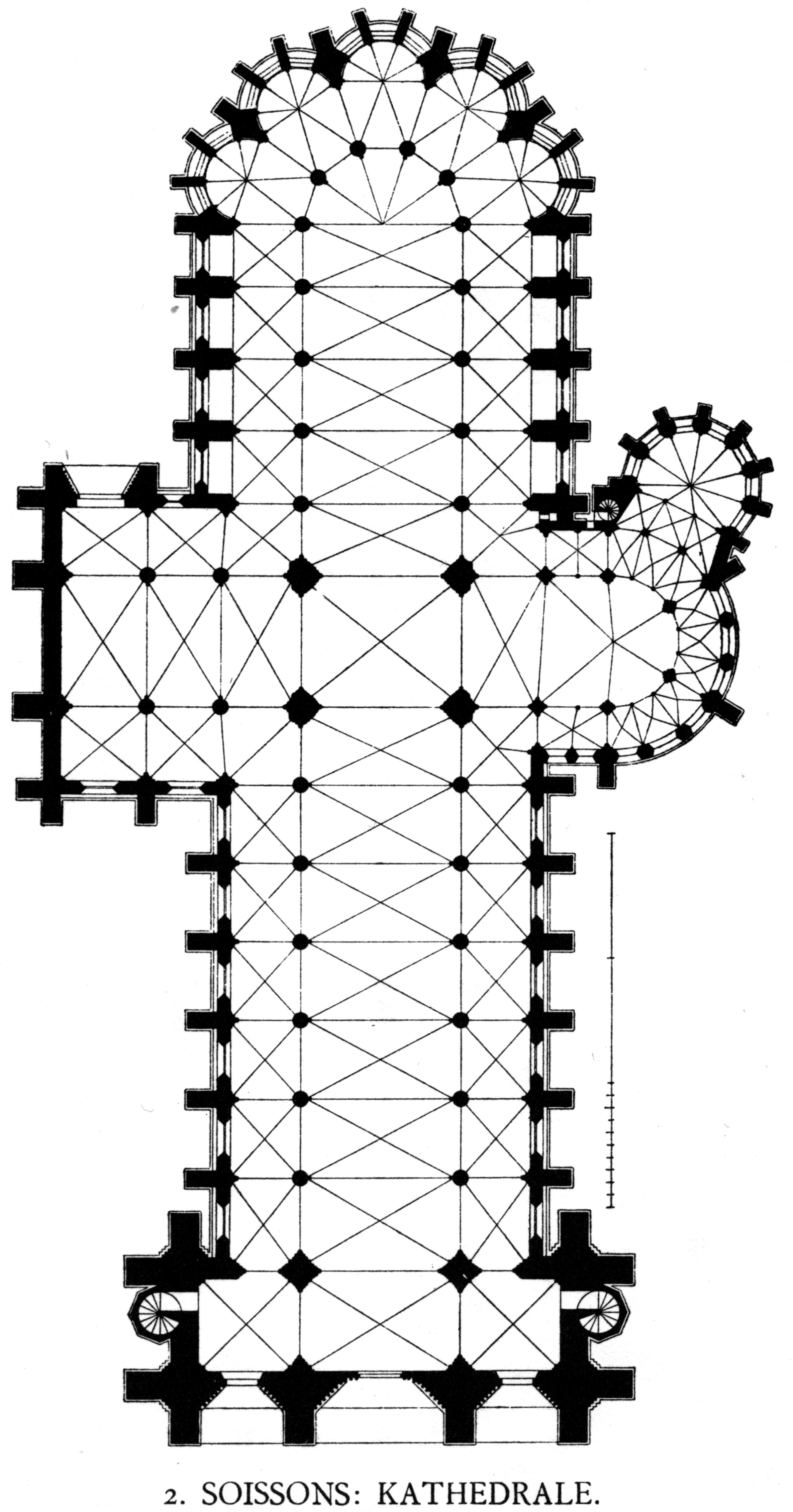
Cathédrale de Soissons, Aisne, France, nef et transept de structure basilicale
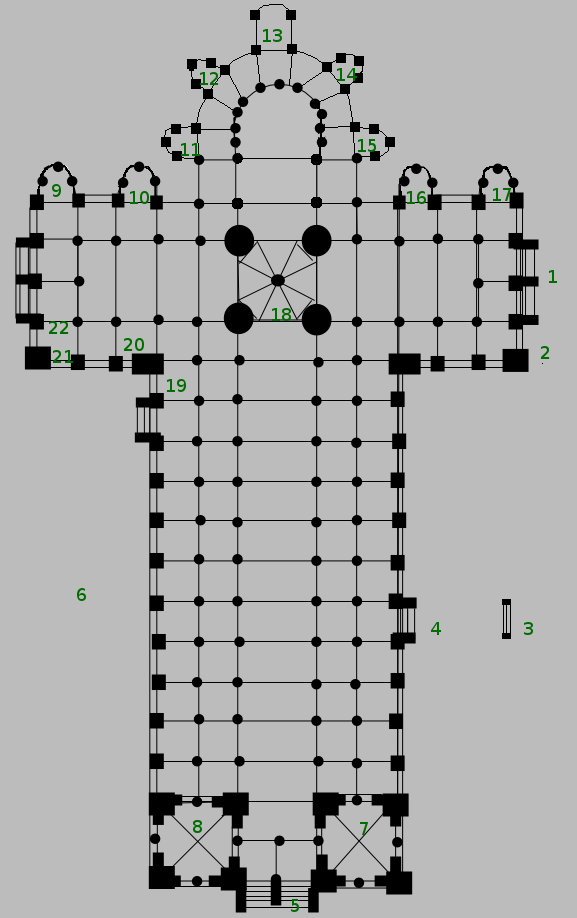
Basilique Saint-Sernin de Toulouse, France
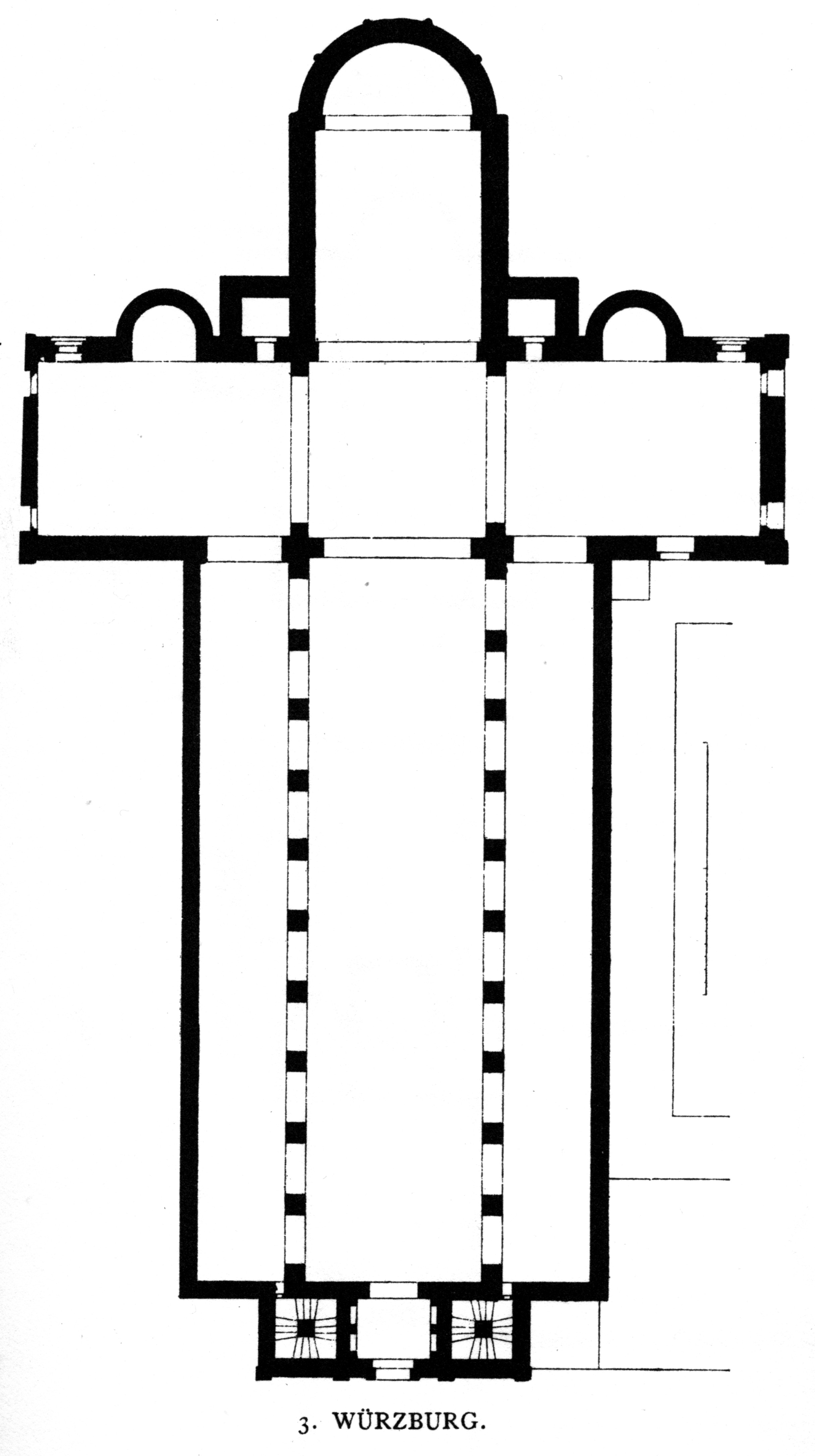
Cathédrale de Wurtzbourg, Bavière, Allemagne
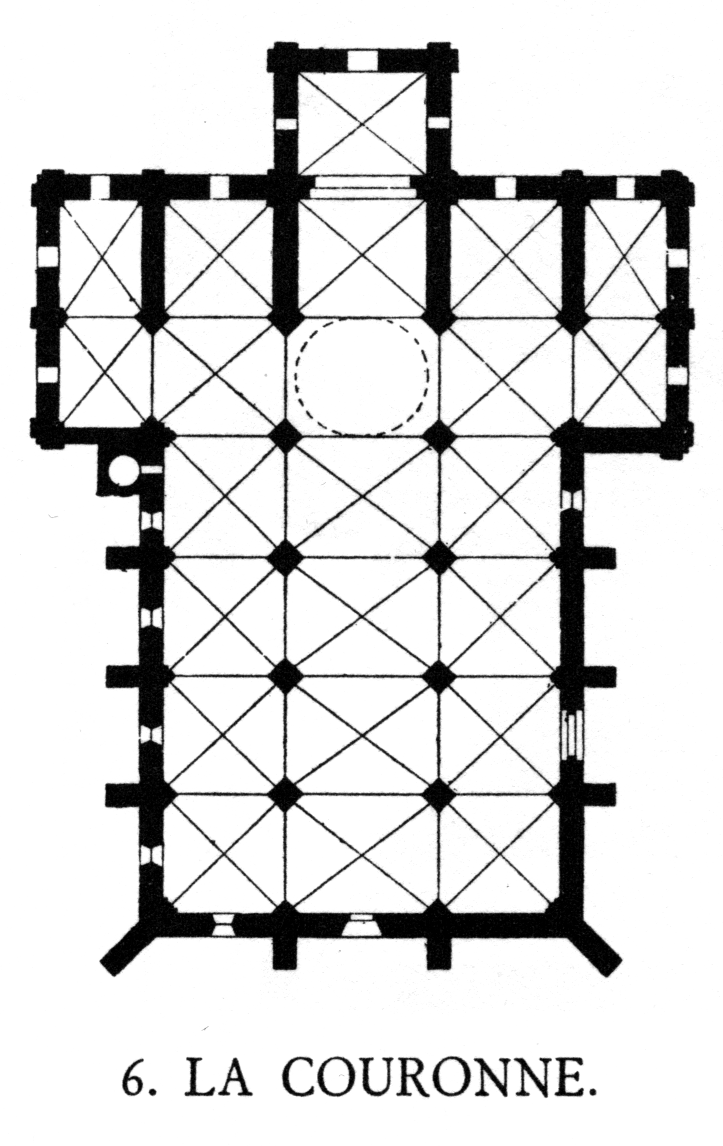
Abbatiale de Notre-Dame-de-La-Couronne, Charente, France — fin du XIIe siècle

## Église à nef centrale et transept formant unecroix grecque
Ces églises sont à la limite du plan centré.

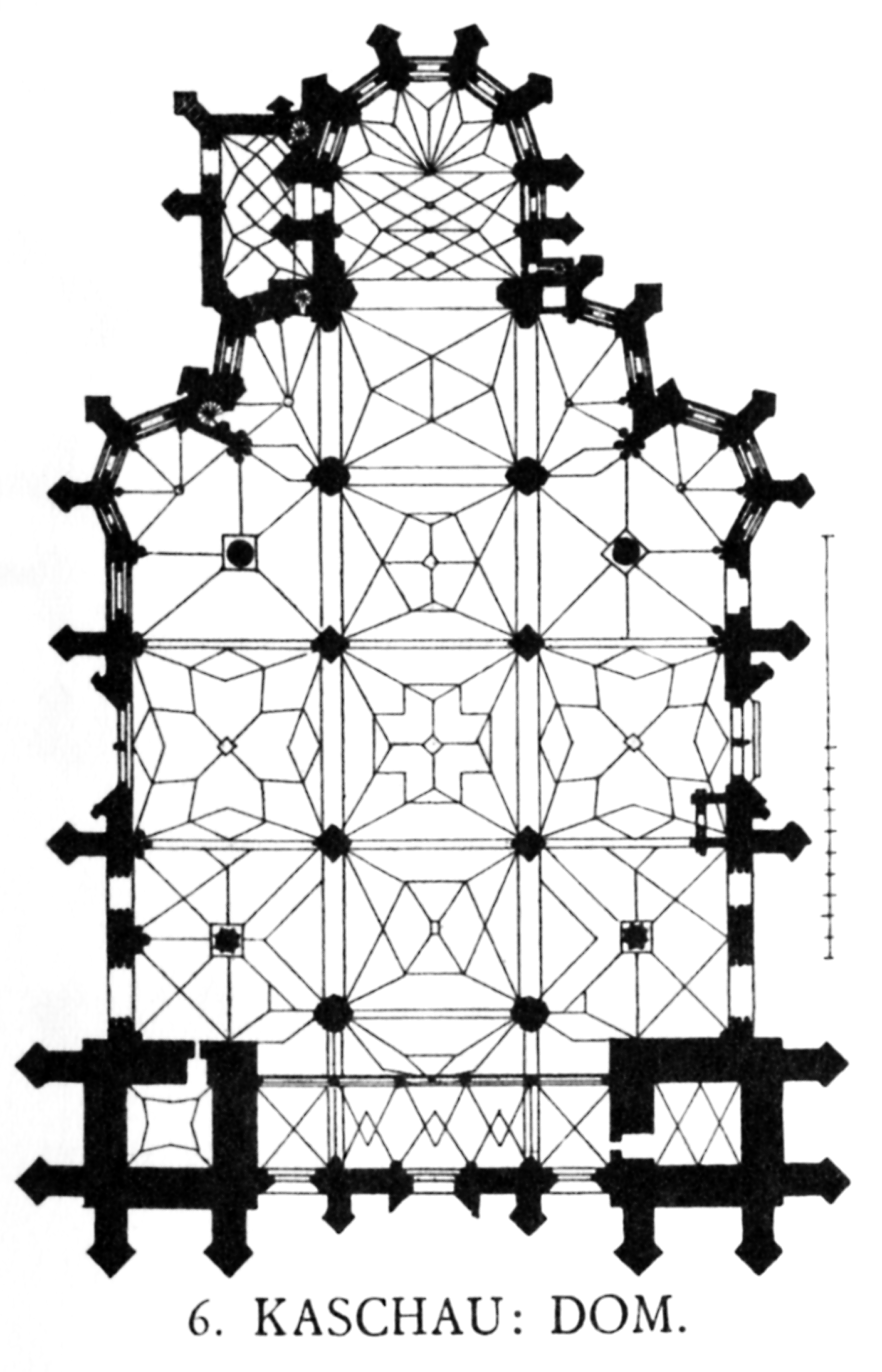
Cathédrale Ste-Élisabeth de Košice, Slovaquie
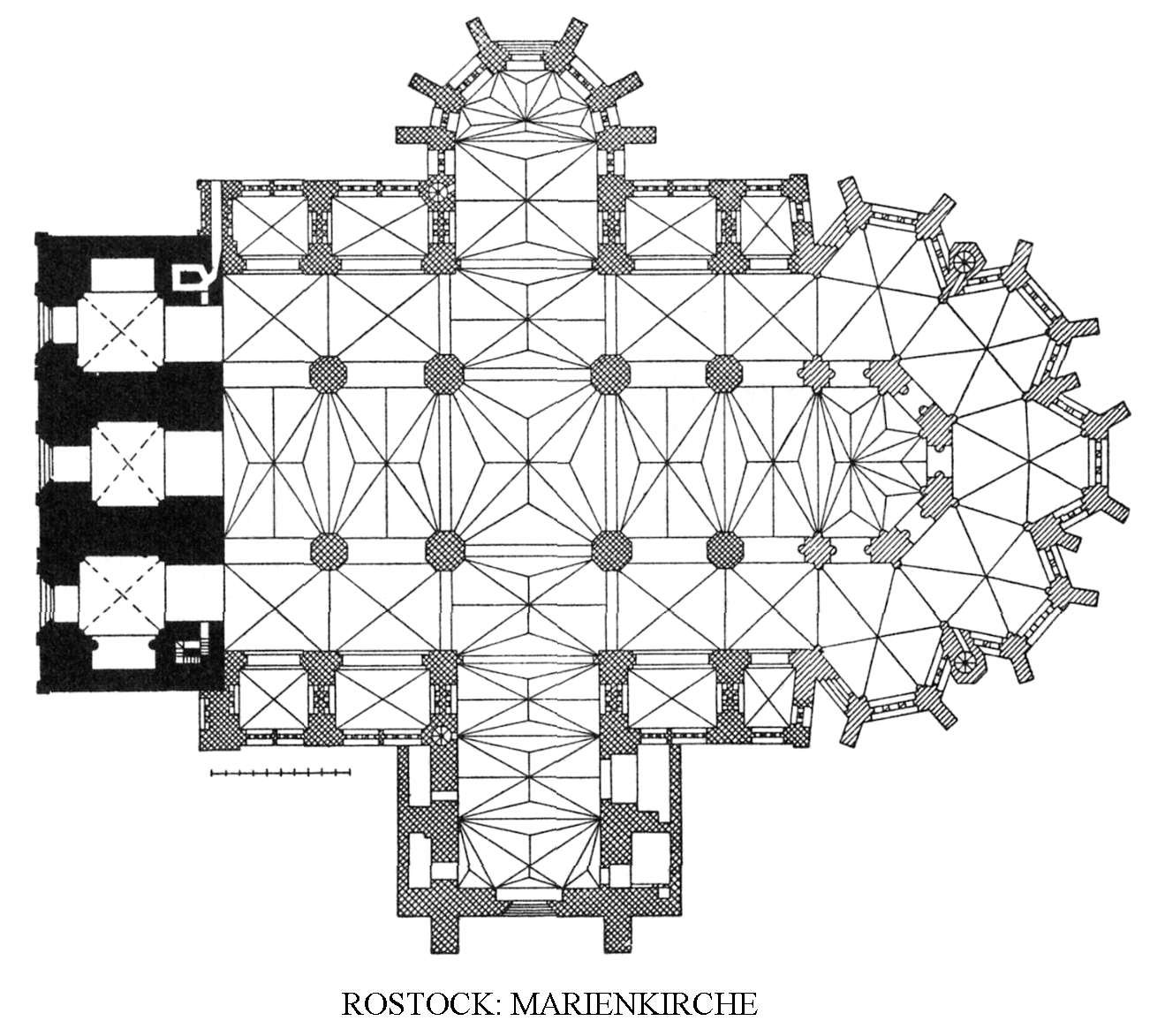
Église Sainte-Marie de Rostock, Allemagne

## Église à plan centré
Une église à plan centré est un type d'église dont le plan est massé (carré, circulaire ou polygonal). Ce type de plan s'accompagne souvent d'une coupole.

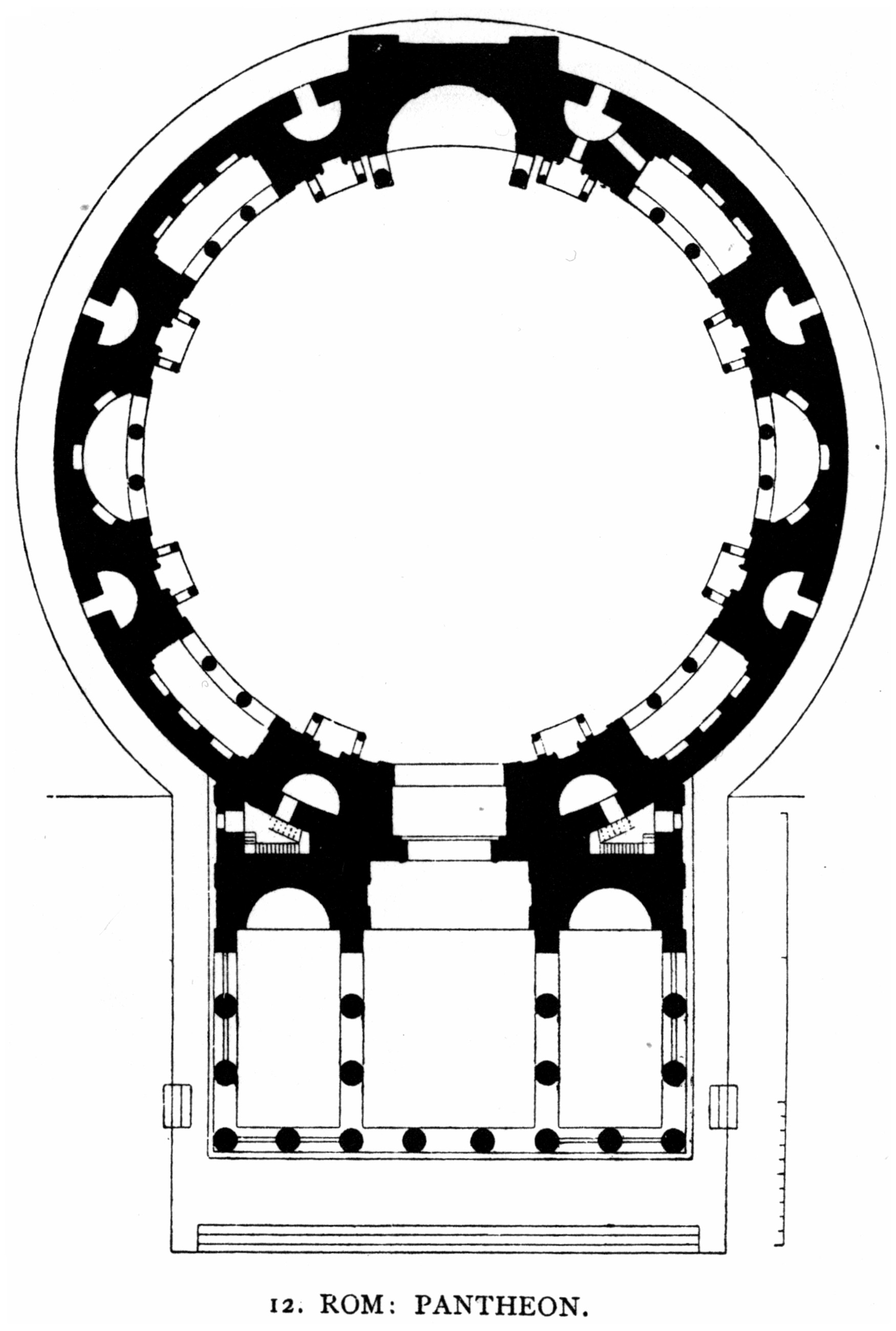
Panthéon de Rome / Santa Maria ad Martyres, édifice préchrétien, 114–119
Chapelle palatine d'Aix-la-Chapelle, Rhénanie-du-Nord-Westphalie, Allemagne
Église Notre-Dame de Trèves, Rhénanie-Palatinat, Allemagne
Saint-Pierre du Vatican, exposé de Bramante
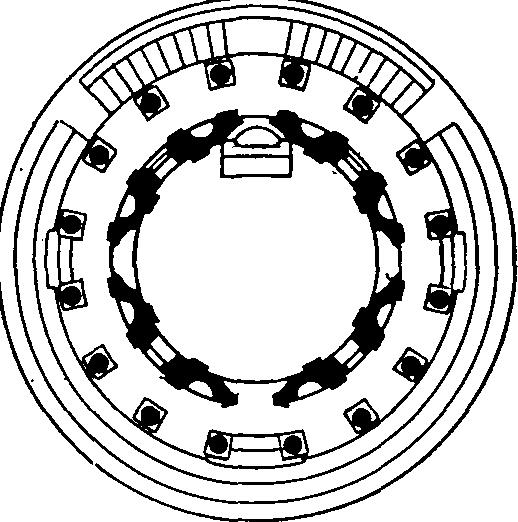
Tempietto de San Pietro in Montorio de Rome
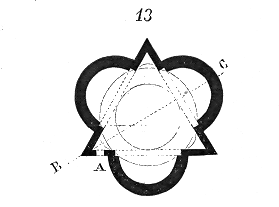
Église Notre-Dame-de-la-Merci de Planès : plan en forme de triangle équilatéral, dont chaque face présente une abside
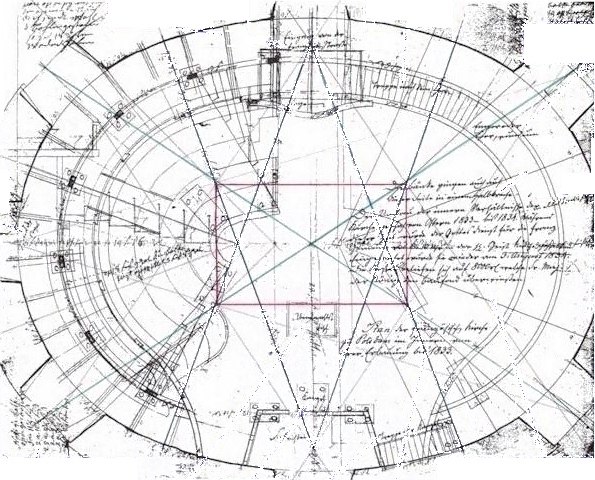
Église française de Potsdam, édifié pour des exilés réformés français
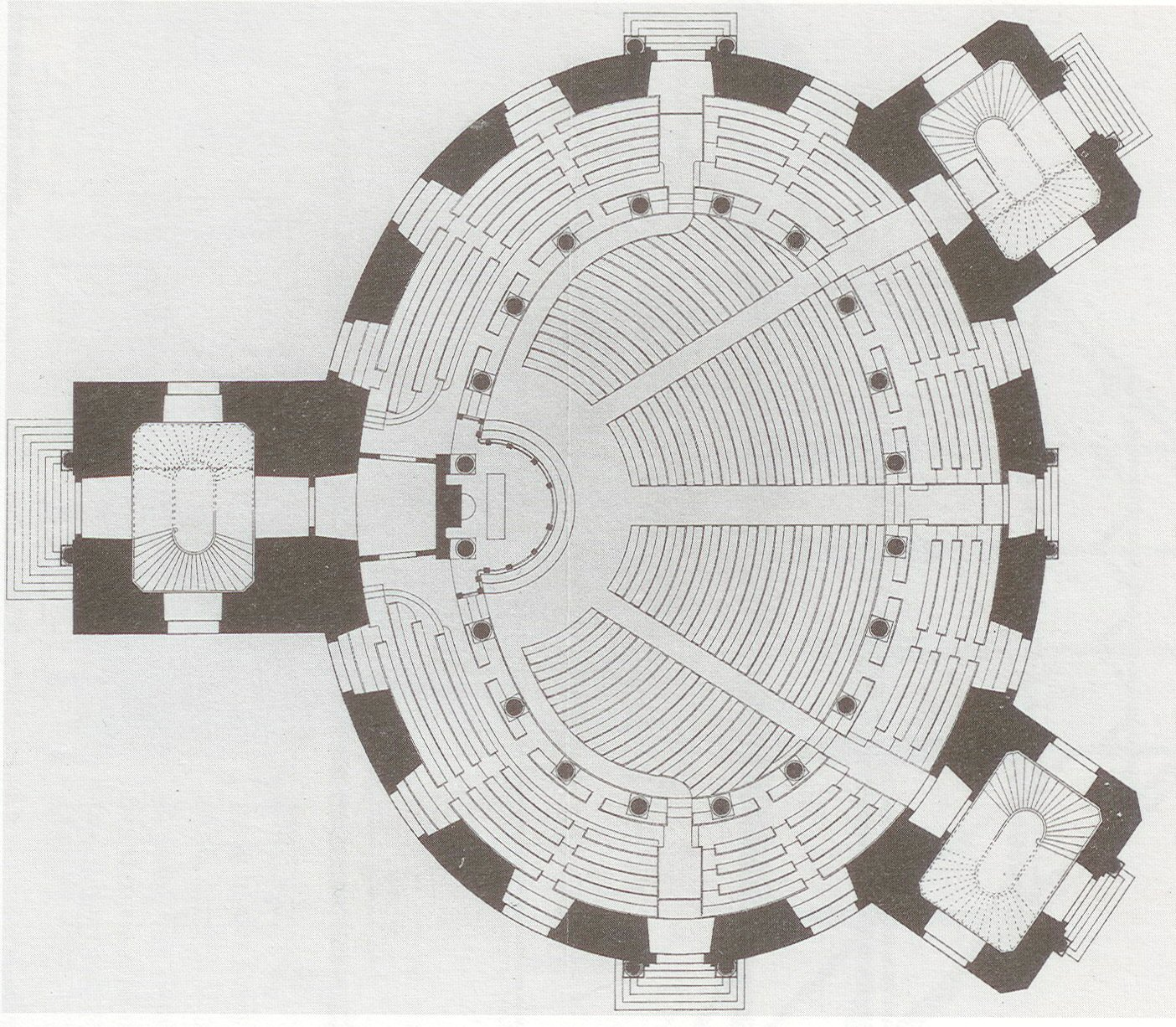
Église Saint-Paul de Francfort, temple principal luthérien, lieu du premier parlement d'Allemagne
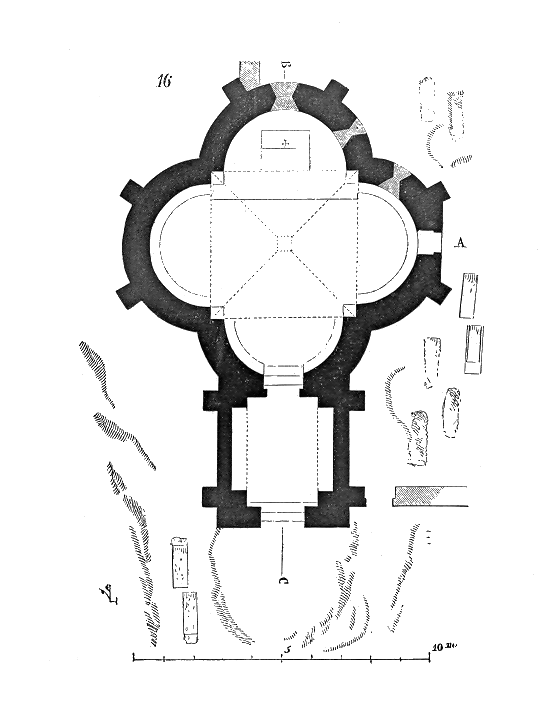
Chapelle Sainte-Croix-de-Montmajour : plan rayonnant quadrilobé

## Église-halle
Une église-halle (allemand Hallenkirche) est une église dont la nef et les collatéraux sont de hauteur égale et communiquent entre eux sur toute cette hauteur. Le plan peut être rectangulaire ou en croix latine. C'est la coupe transversale qui fait la différence avec l'architecture basilicale.
En Belgique, il n'existe qu'une seule église de ce type[réf. nécessaire], celle des Saints-Hermès-et-Alexandre à Theux.

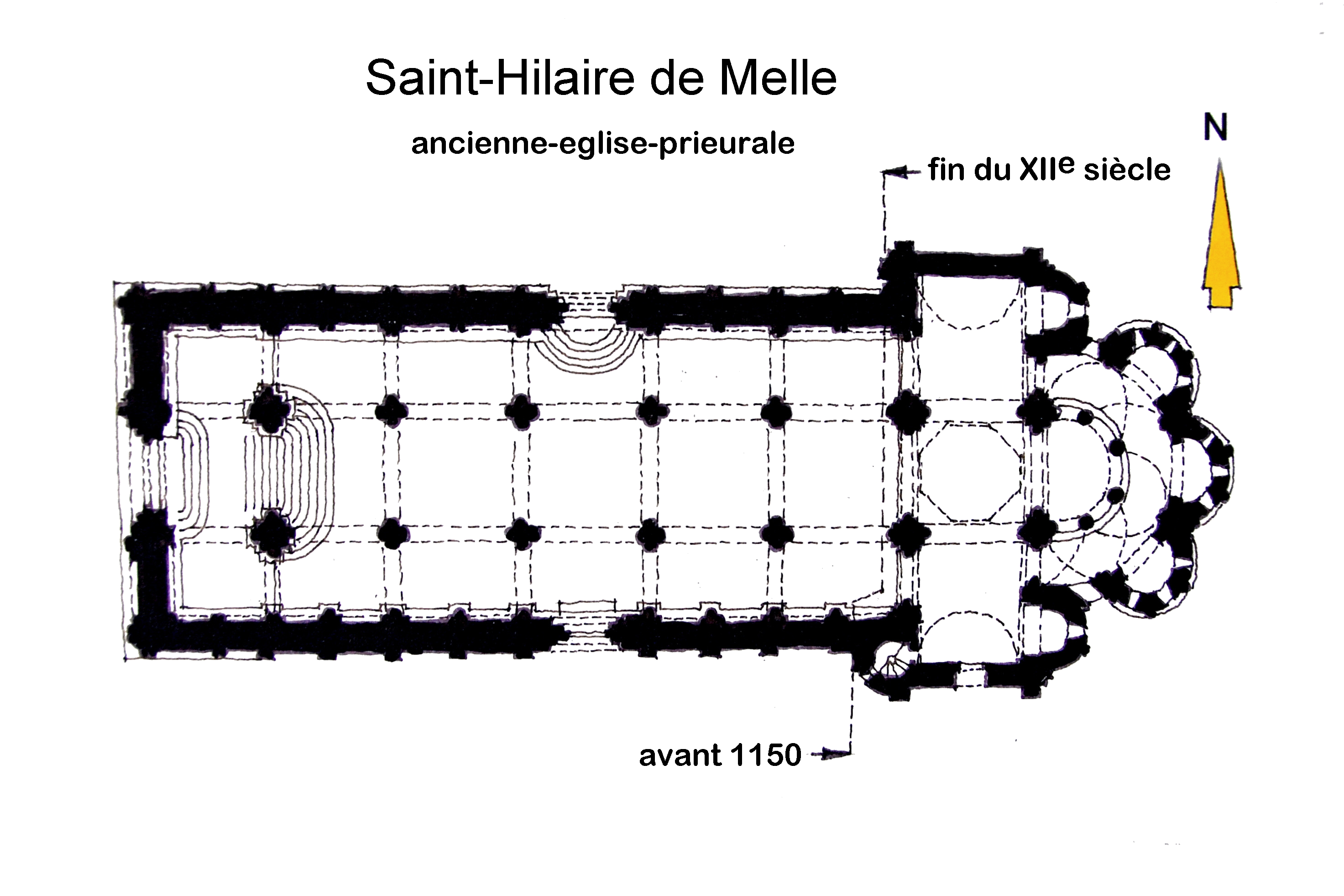
Église Saint-Hilaire de Melle, art roman, XIIe siècle
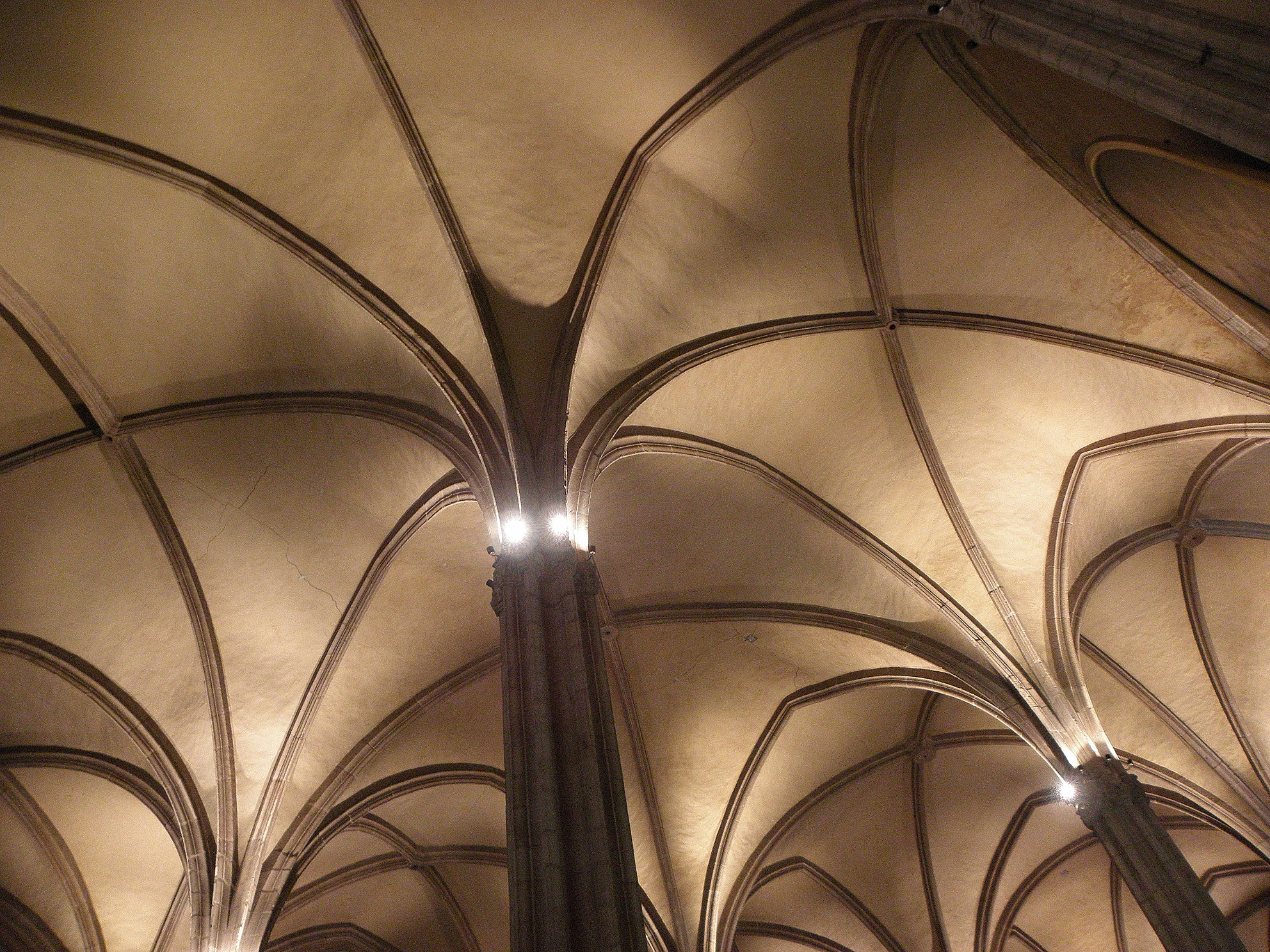
Église Saint-Michel-des-Lions à Limoges
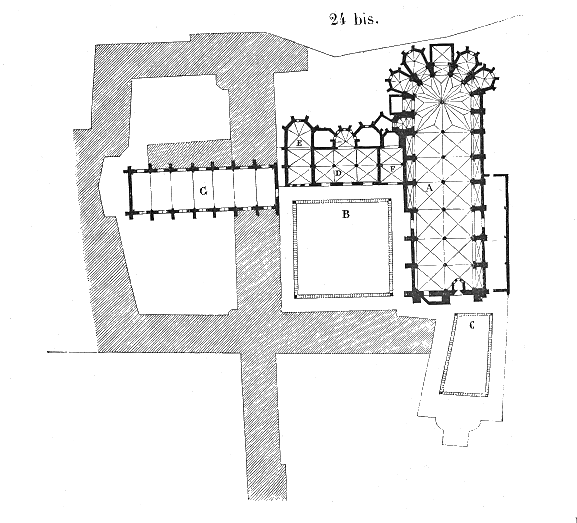
Église des Jacobins à Toulouse, deux vaisseaux

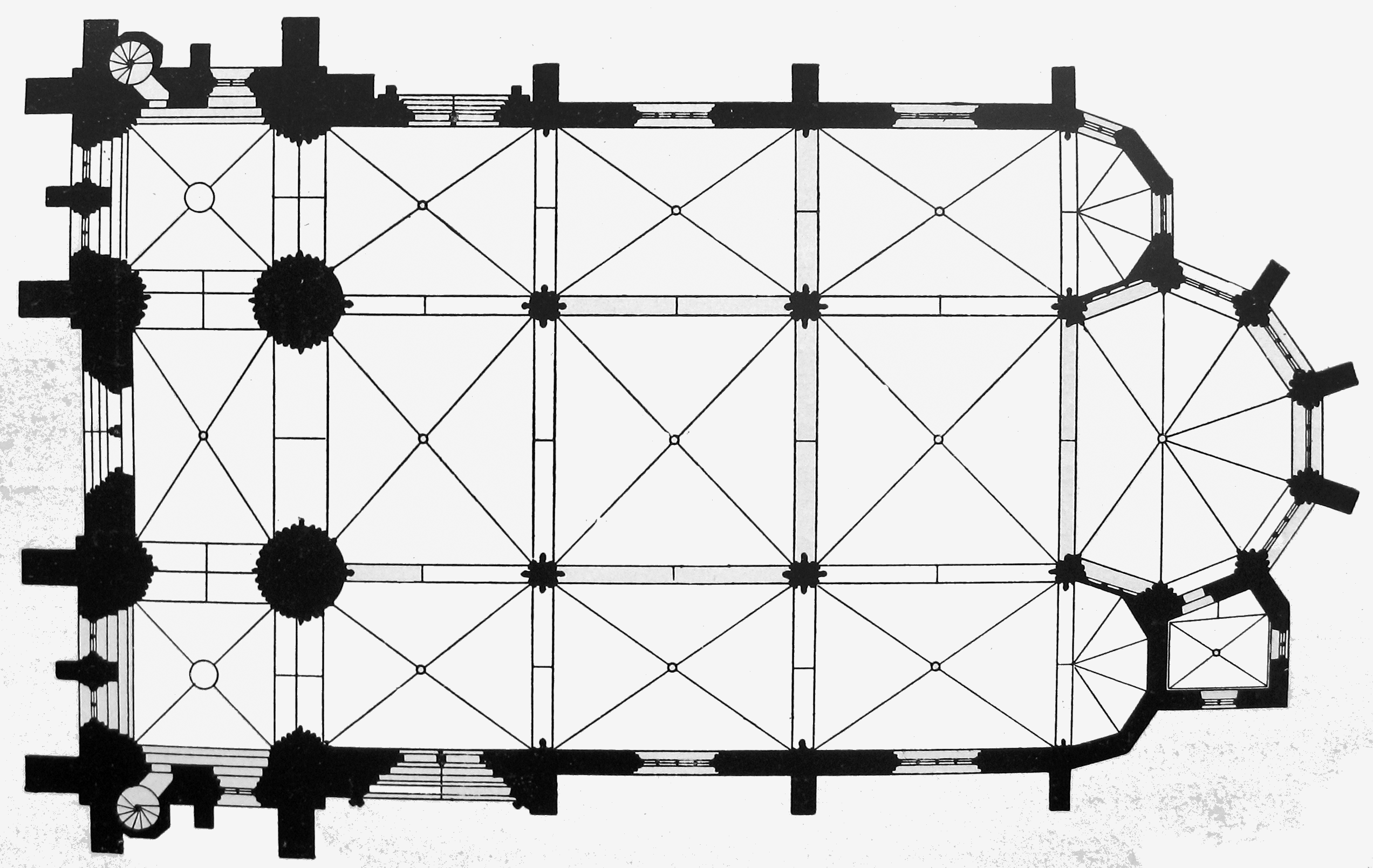
Sainte-Marie-du-Pré de Soest, carré westphalien
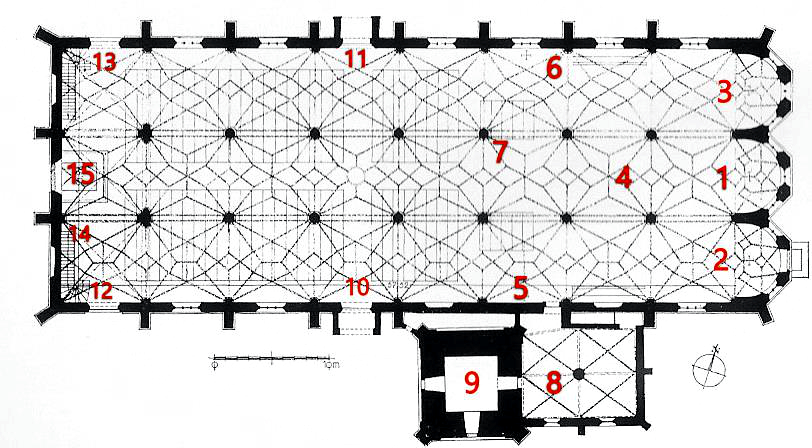
Saint-Martin de Lauingen sur le Danube, trois vaisseaux égaux
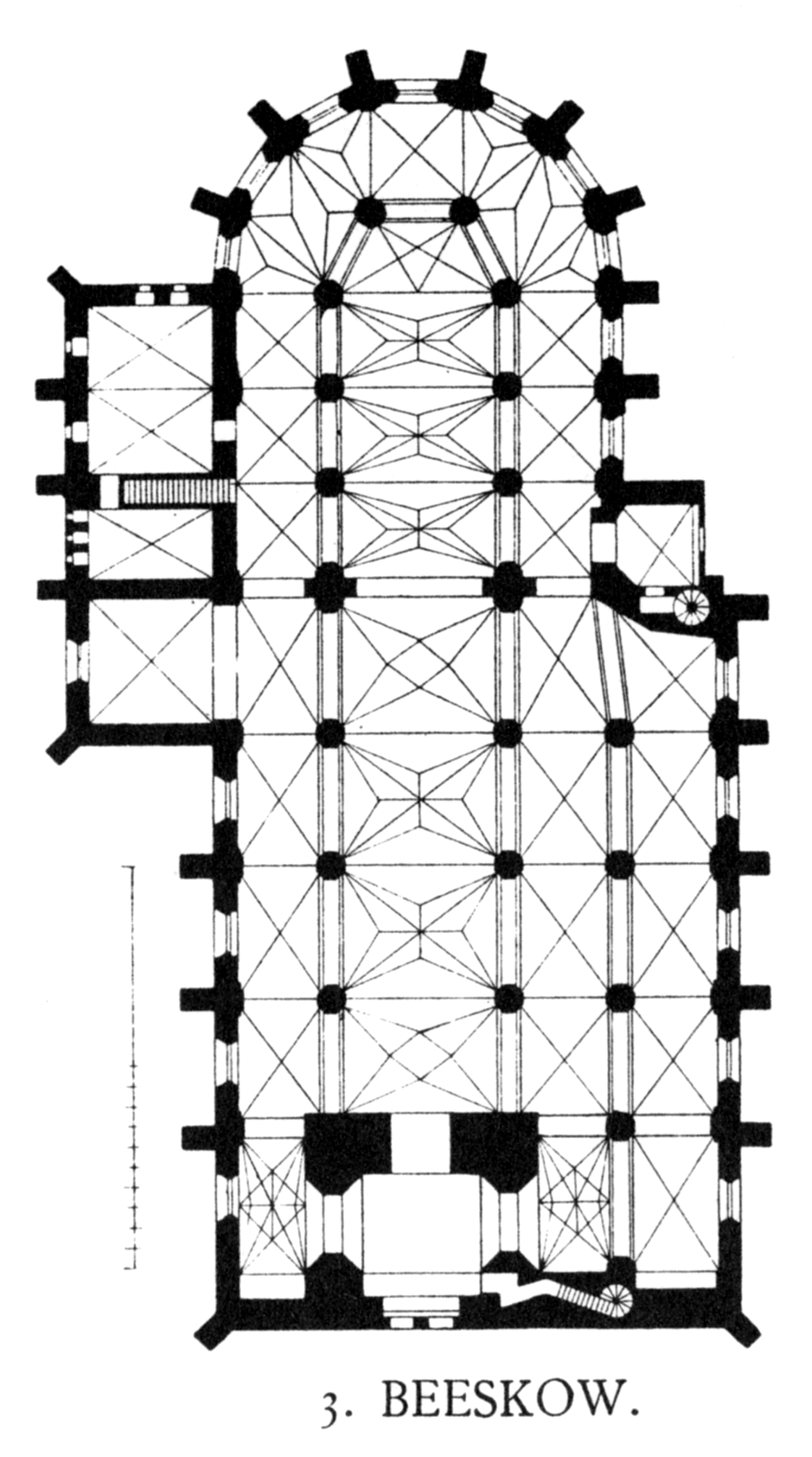
Église Sainte-Marie de Beeskow, Brandebourg
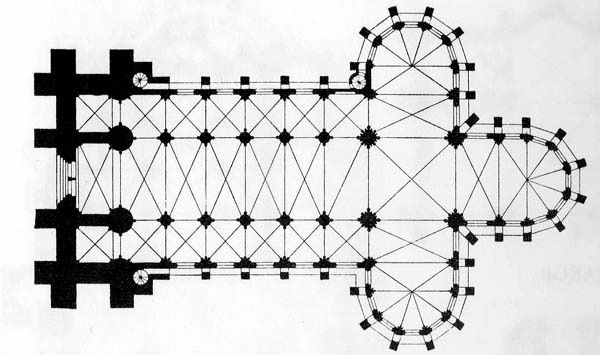
Église Sainte-Élisabeth de Marbourg, église-halle sur un plan cruciforme
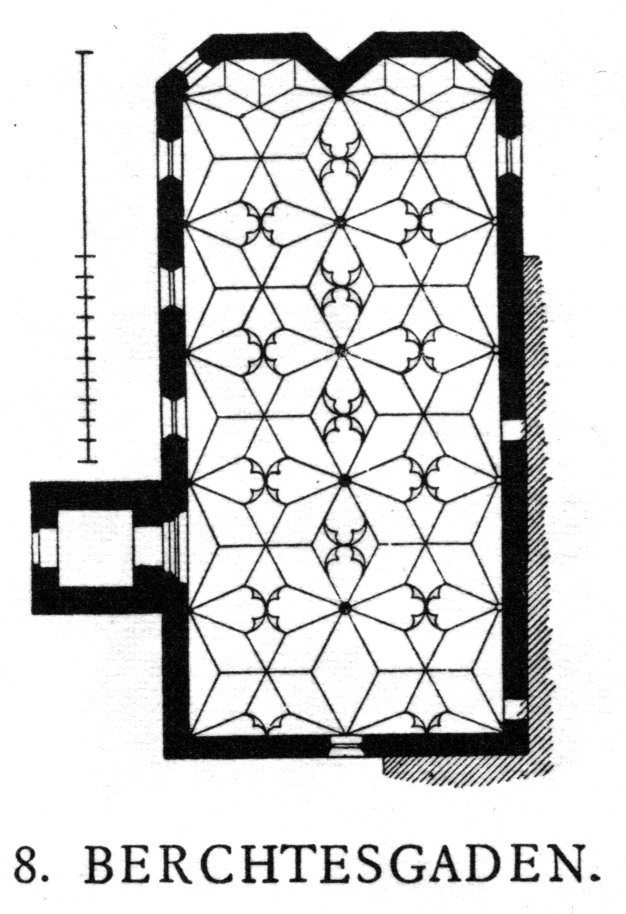
Église franciscaine (de), Berchtesgaden, Bavière, deux vaisseaux

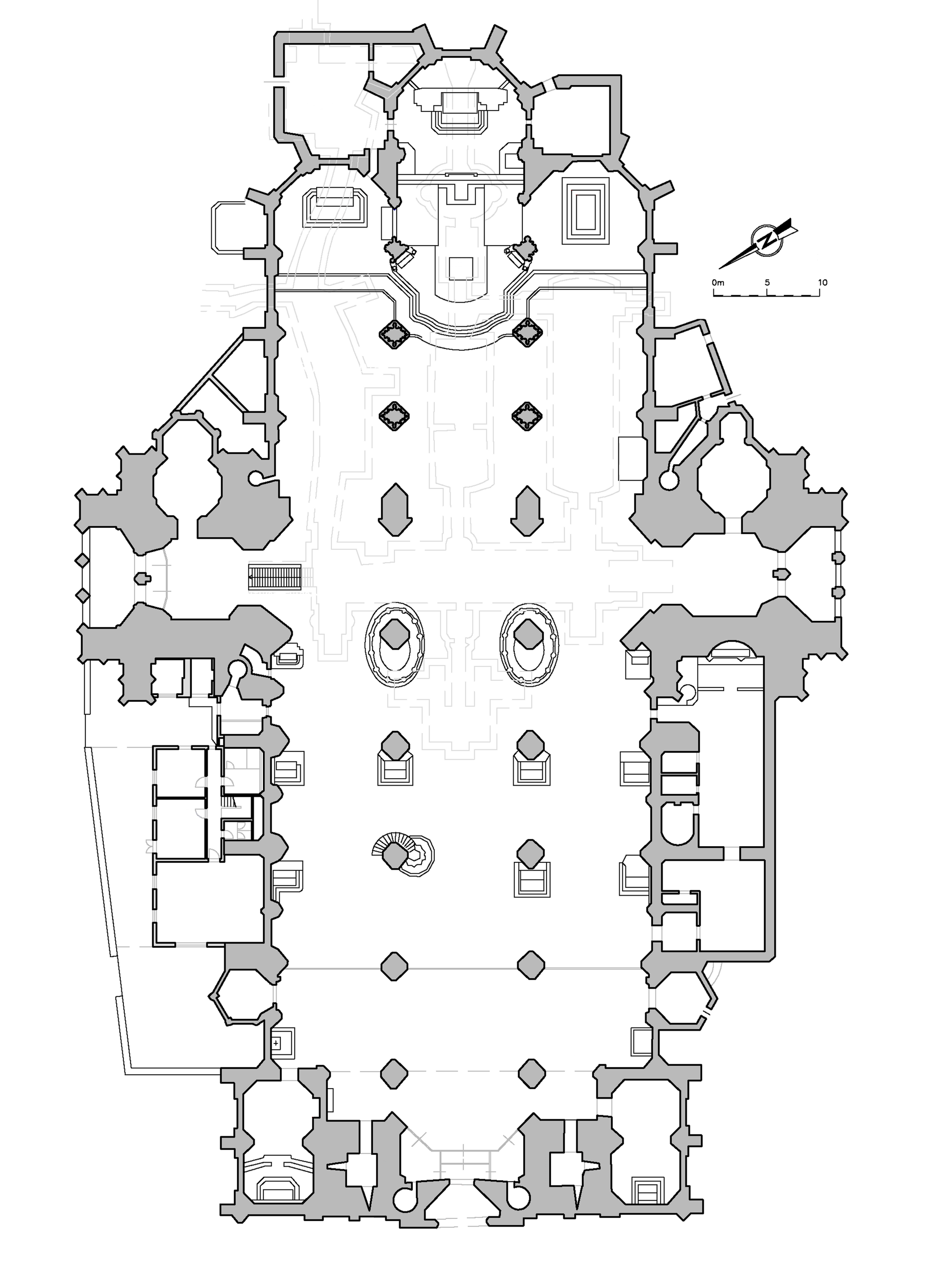
Cathédrale Saint-Étienne de Vienne
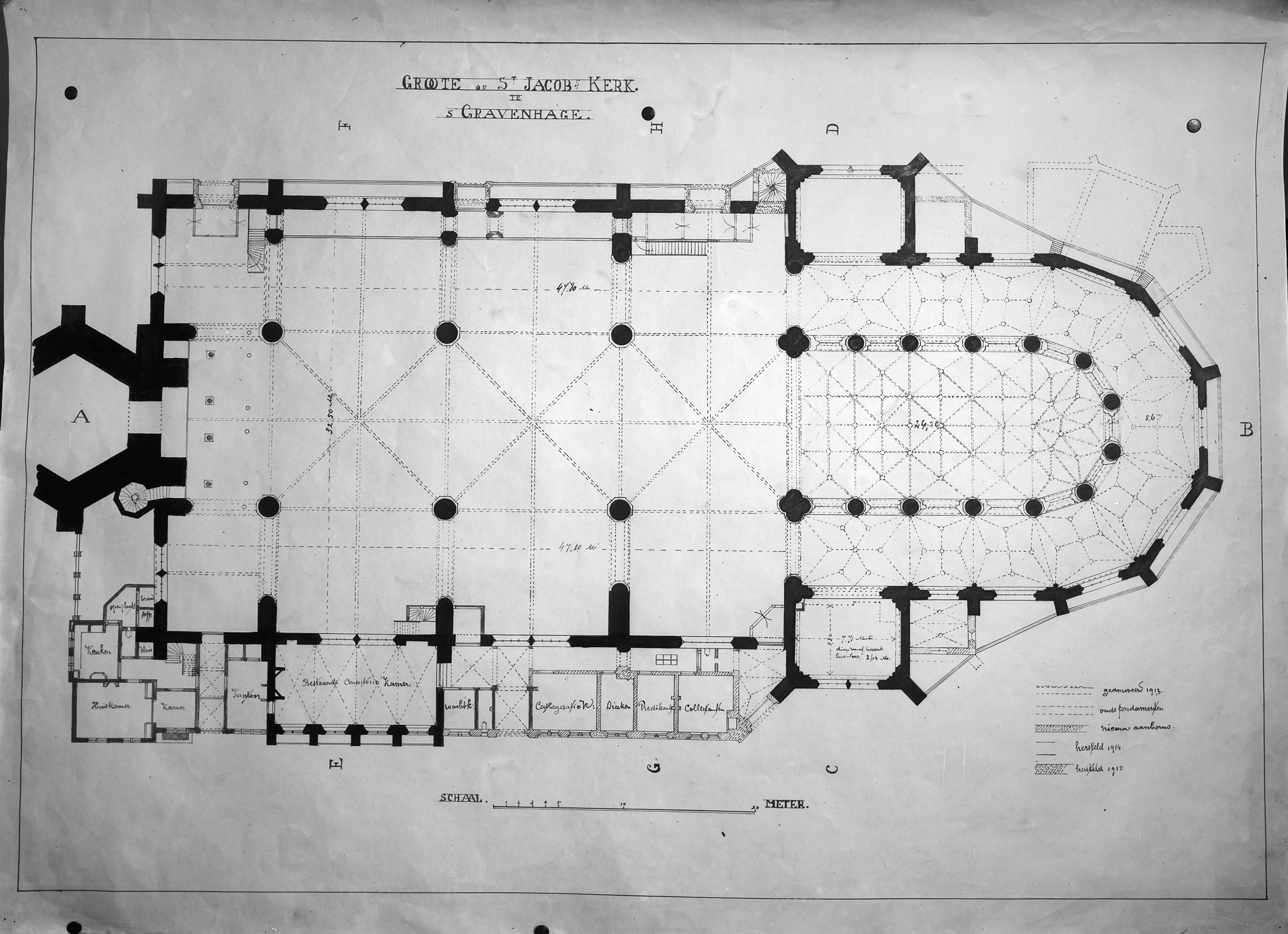
Grande église Saint-Jaqcues de La Haye

## Église à nef unique
Une église à nef unique (anglais aisleless church, allemand Saalkirche) n'a pas de colonnes ou piliers.
Les églises à nef unique peuvent présenter un plan longitudinal ou centré (carré, cercle, cruciforme).

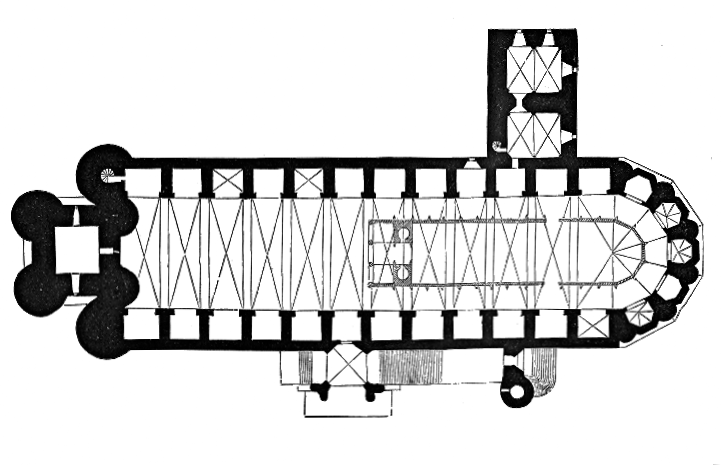
Cathédrale Sainte-Cécile d'Albi, nef unique avec des extensions latérales
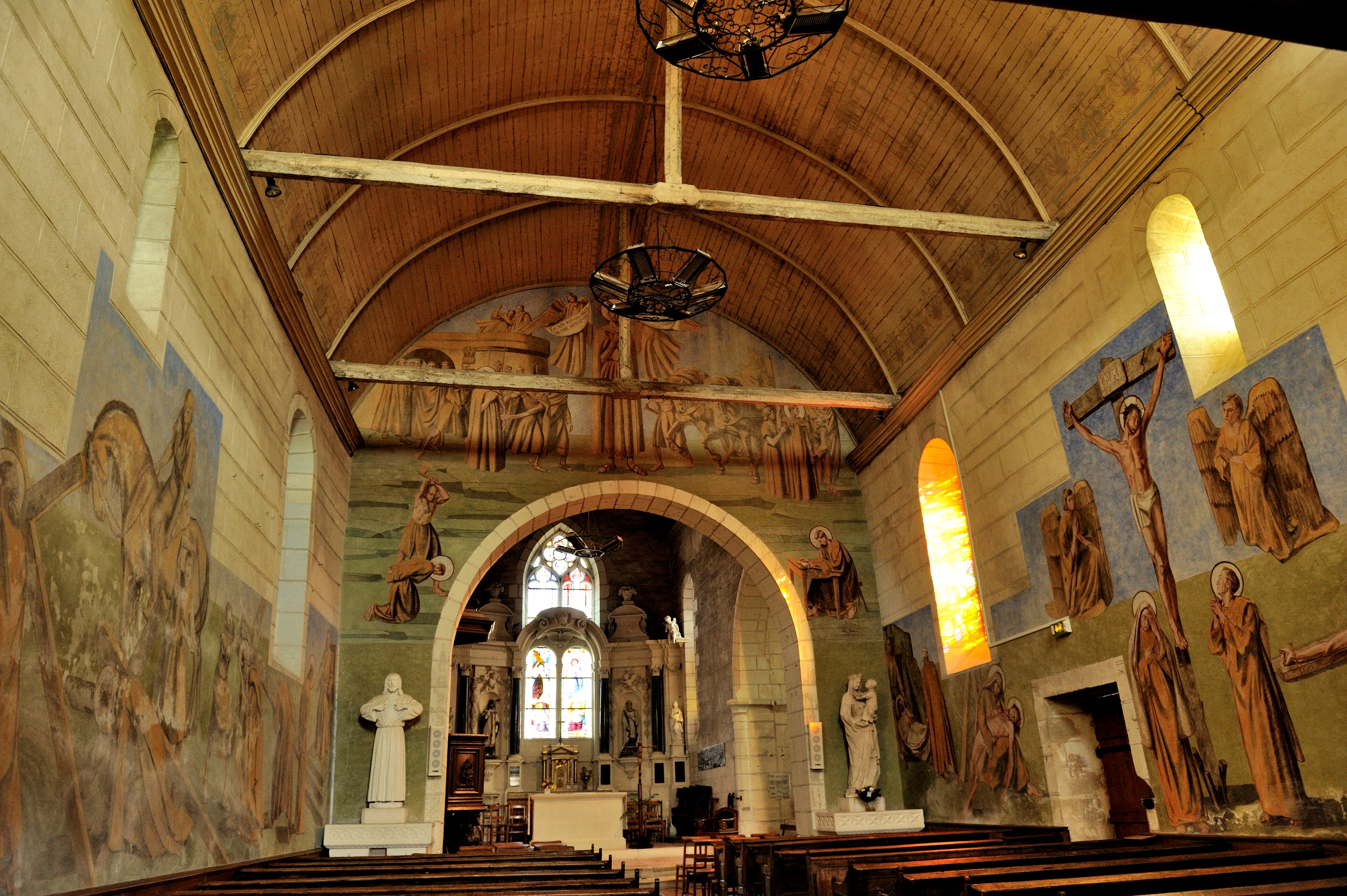
Église Saint-Symphorien d'Andard, Maine-et-Loire
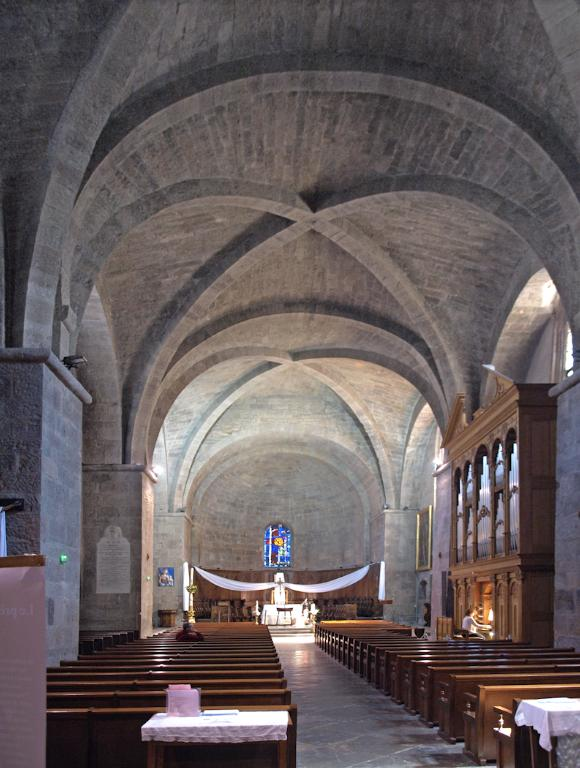
Cathédrale Saint-Léonce de Fréjus
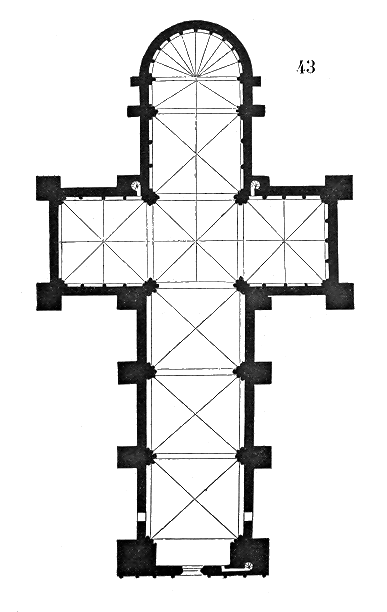
Cathédrale Saint-Maurice d'Angers
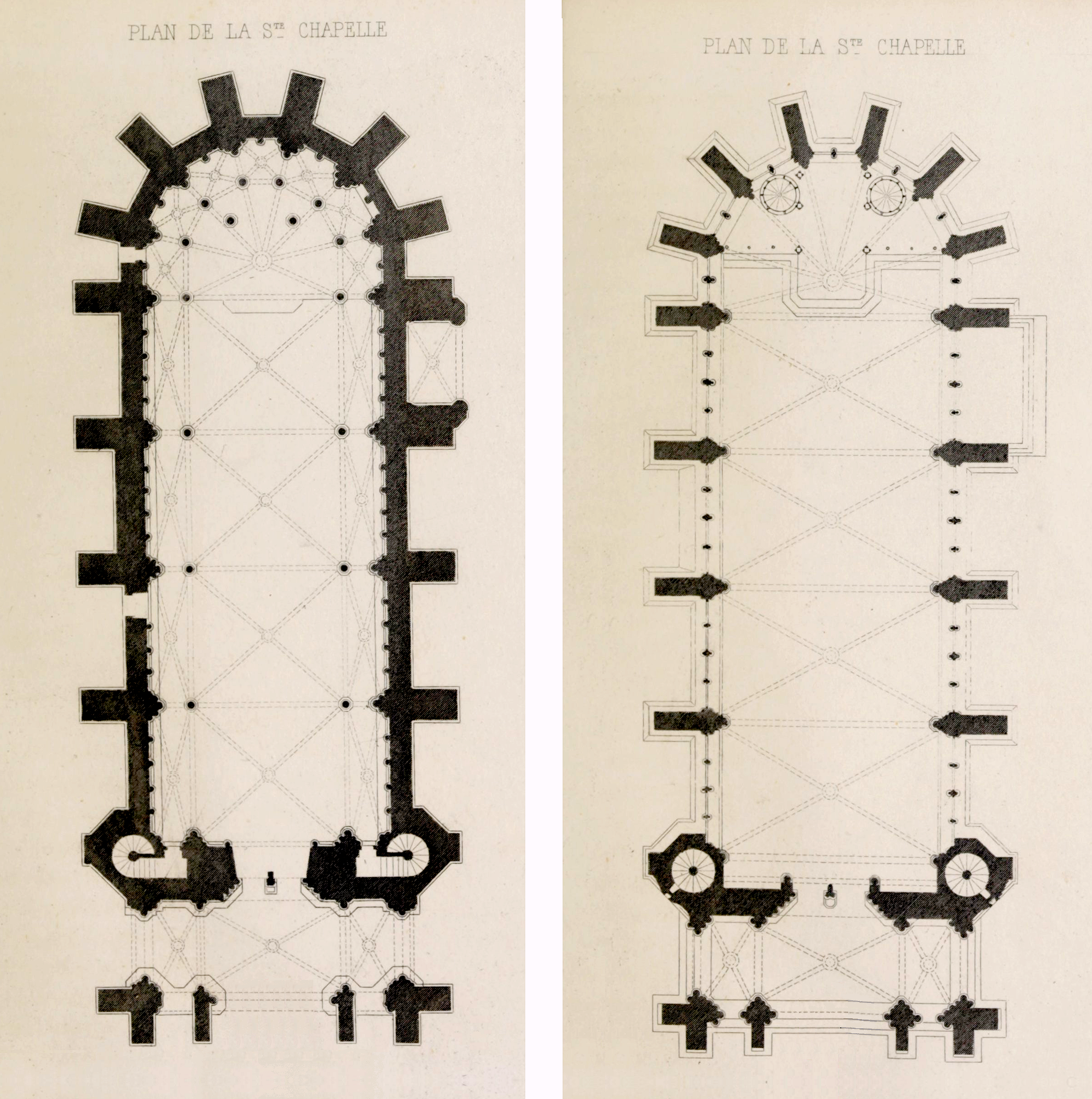
Sainte-Chapelle de la Conciergerie de Paris
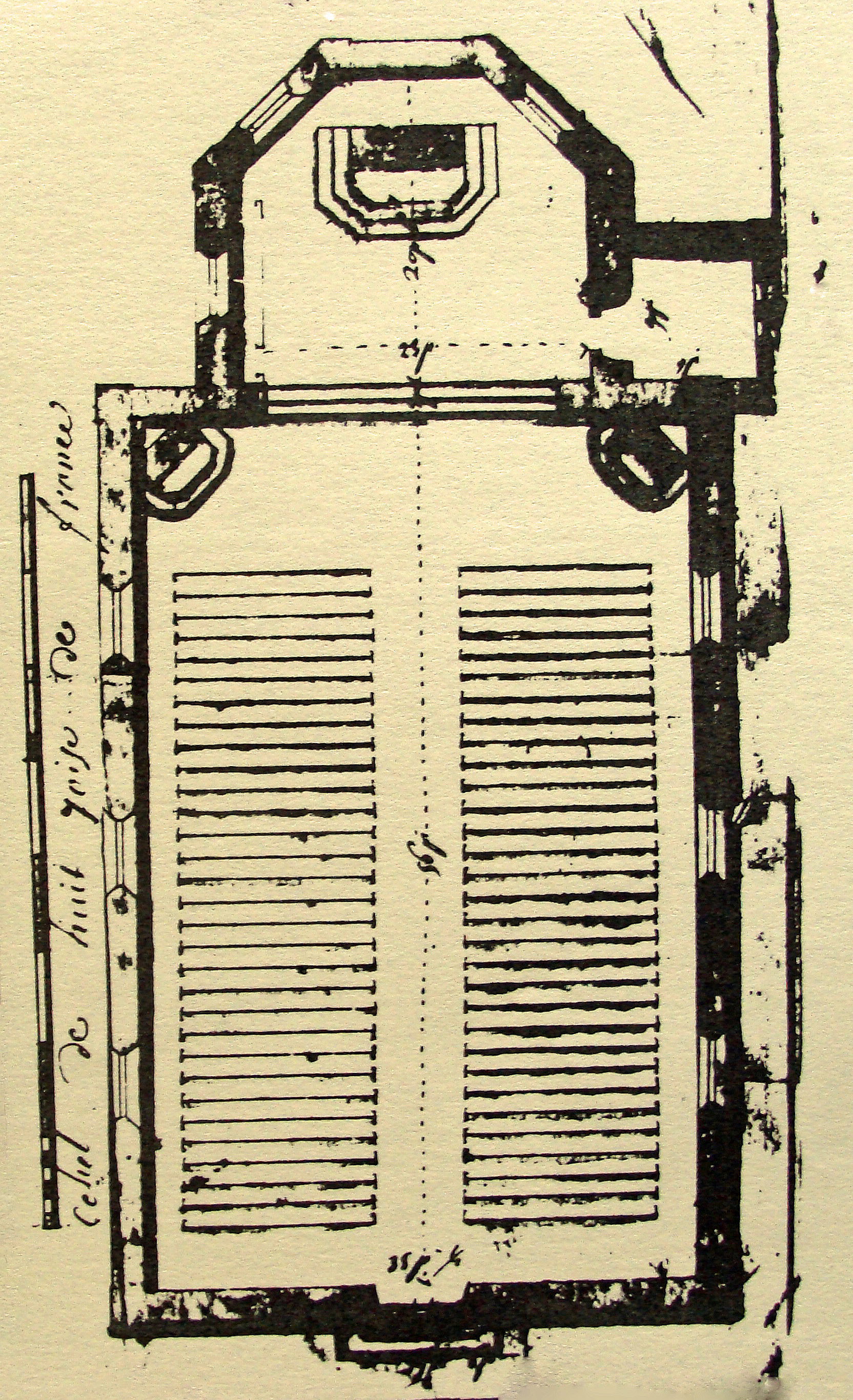
Église Saint-Nicolas de L'Hôpital, Lorraine, France
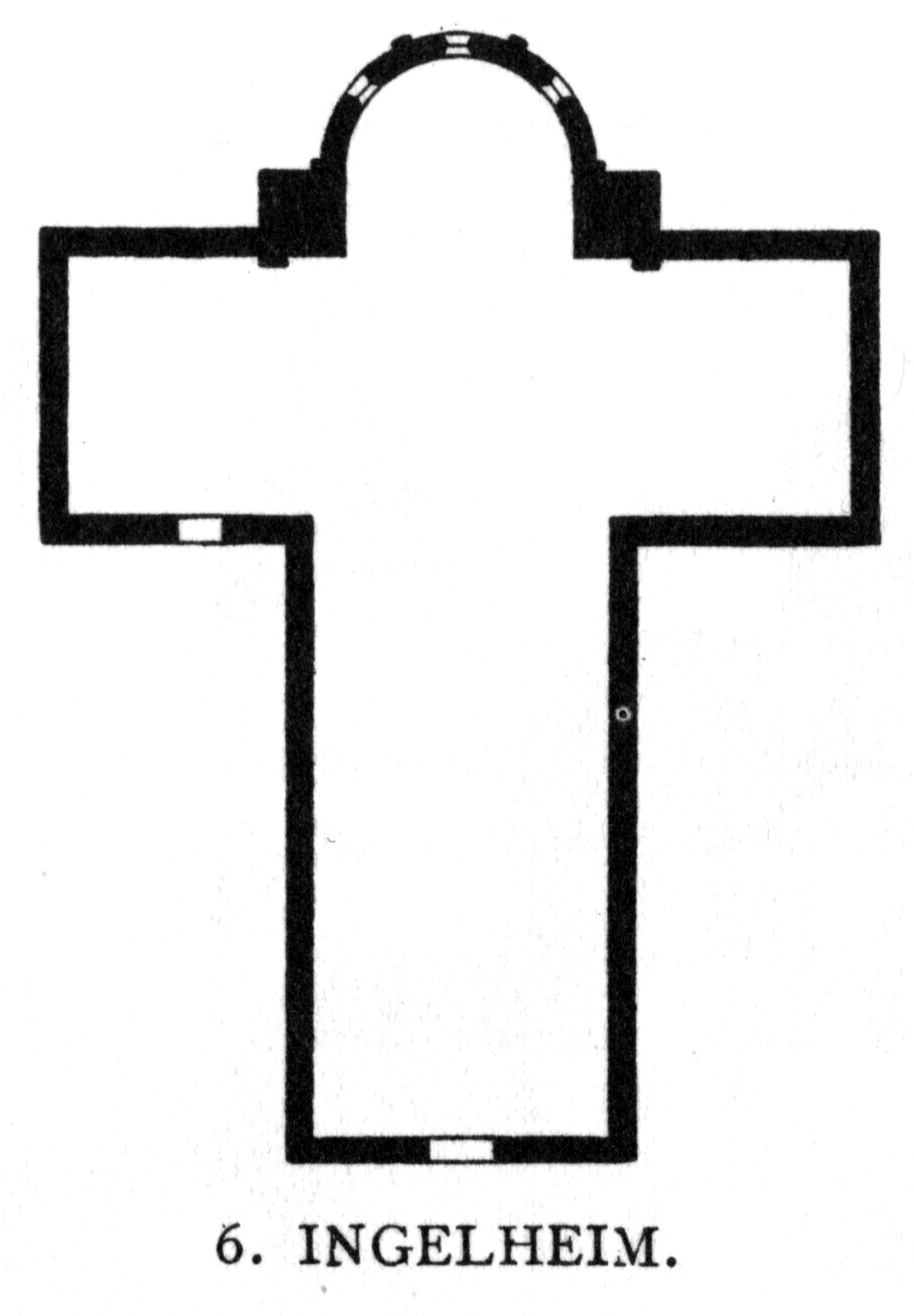
Saalkirche de Ingelheim, Rhénanie-Palatinat, Allemagne
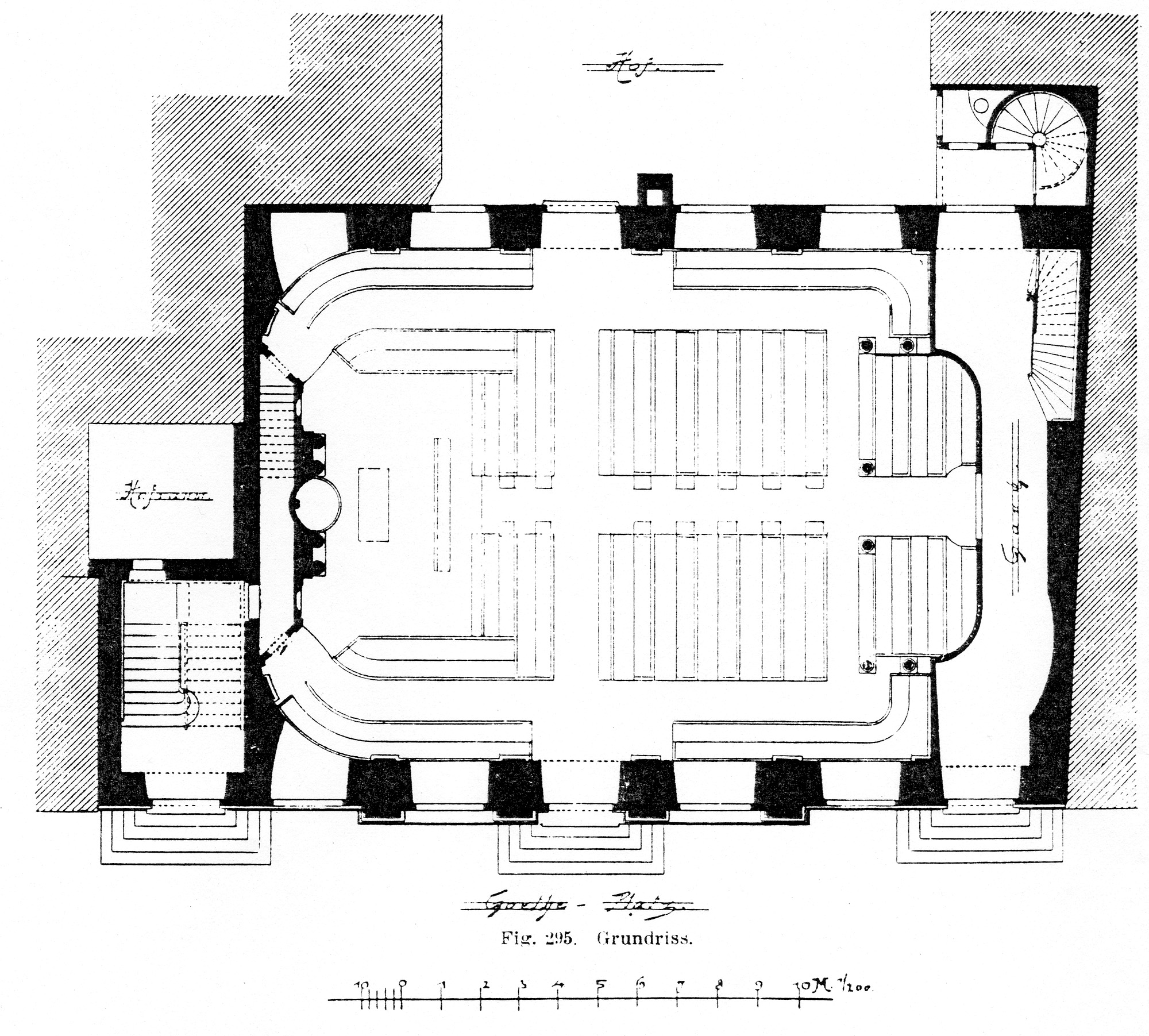
Temple réformé français de Francfort-sur-le-Main, Allemagne
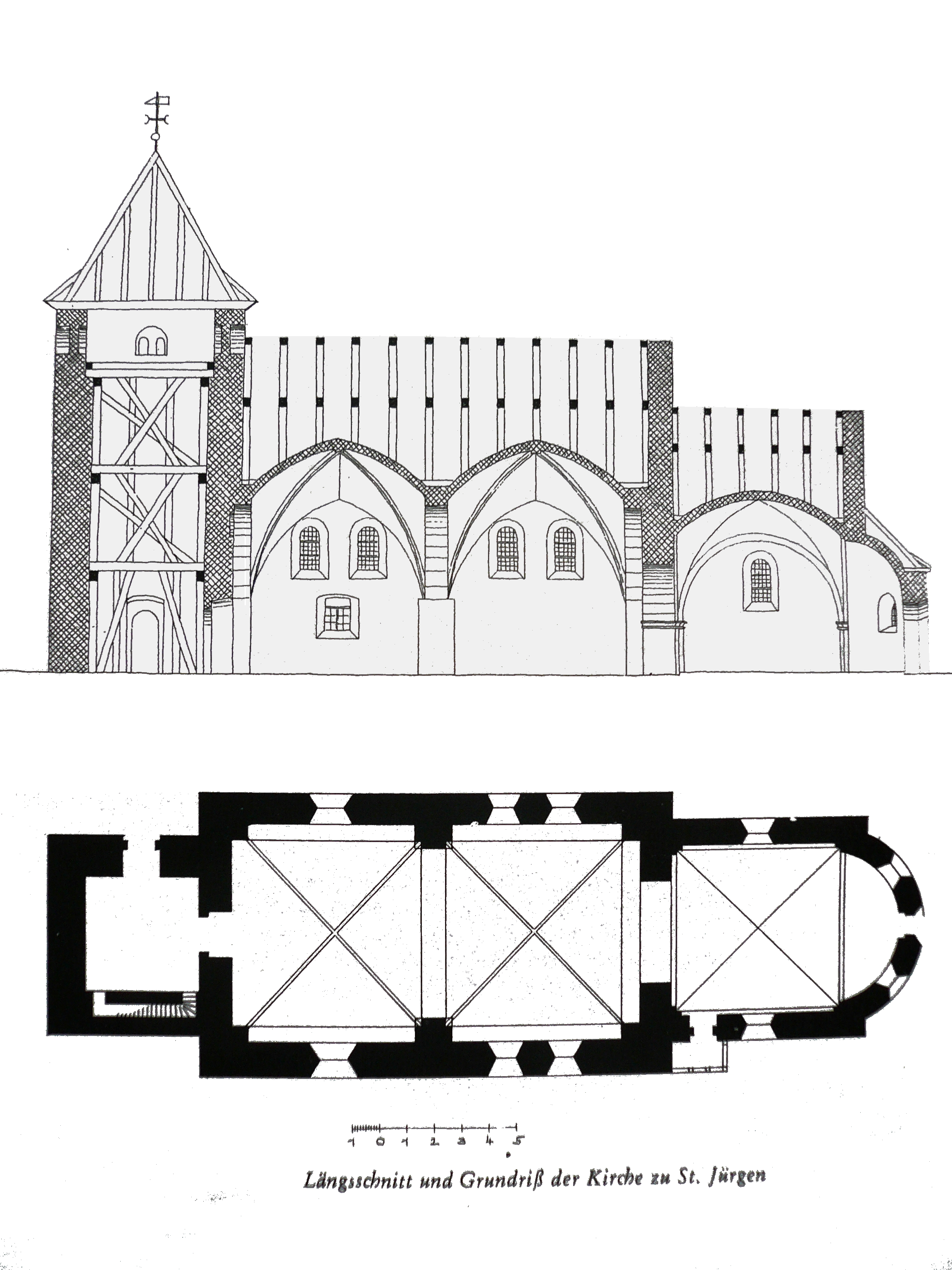
Église (temple) Saint-Georges près de Lilienthal, Basse-Saxe, Allemagne
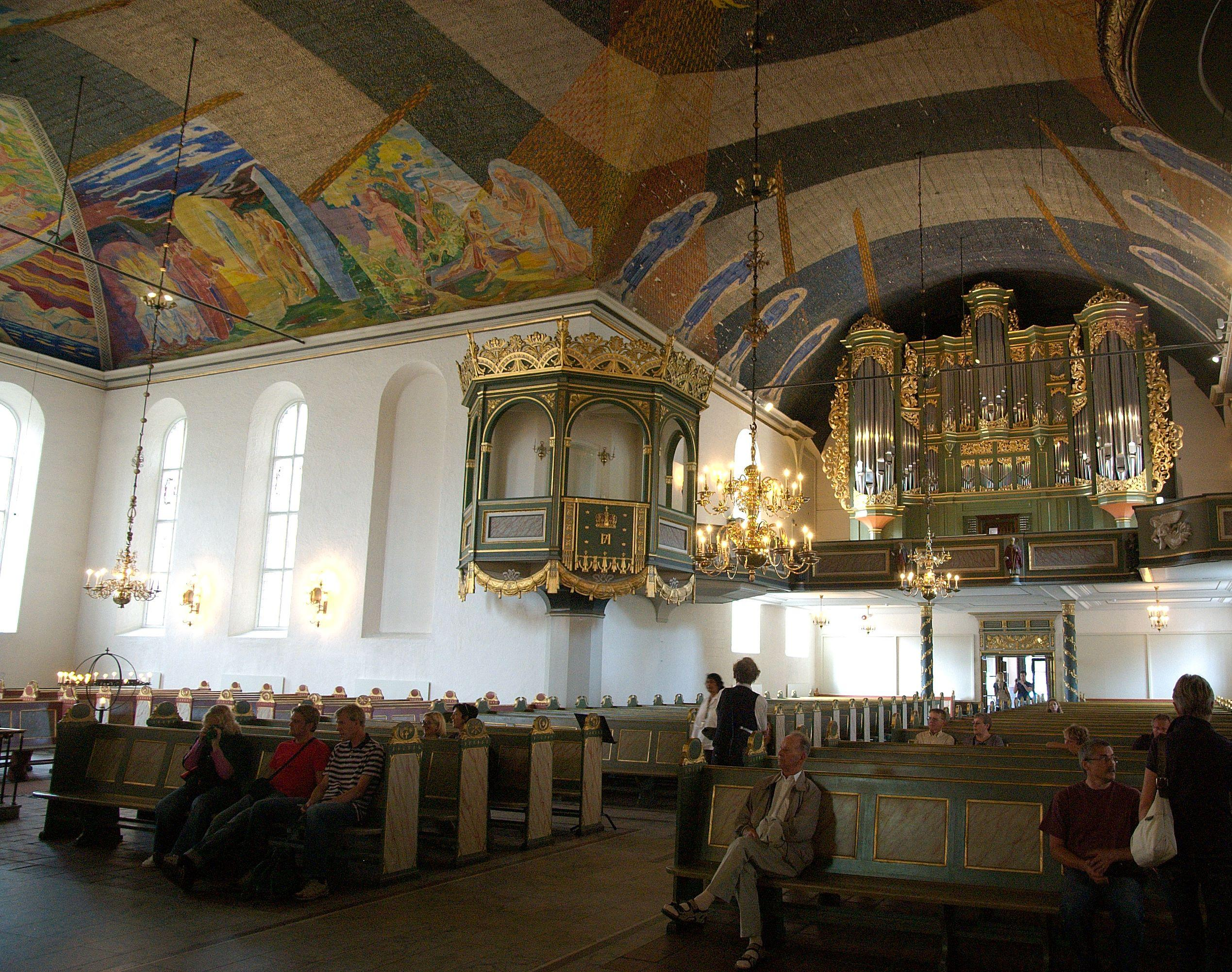
Cathédrale d'Oslo